# Géographie du Maine

Le Maine parmi les anciennes provinces de France.

Le Maine est une région historique et une ancienne province située dans l'Ouest de la France. Entouré par des régions plus affirmées comme la Bretagne, la Normandie ou encore l'Anjou, le Maine occupe une zone de transition, à cheval sur le Massif armoricain et le Bassin parisien. À ce titre, le Maine est une sorte de carrefour des paysages : sa frange occidentale évoque la Bretagne, l'Est est rempli de collines comme le paysage de l'ancienne province du Perche, le bocage normand est présent au Nord et les coteaux de vignobles font penser à l'atmosphère des bords de Loire au Sud. Néanmoins, quelques caractéristiques, comme l'omniprésence des forêts, une densité de population qui demeure particulièrement faible en zone rurale, un paysage marqué par d'innombrables manoirs et petits châteaux, réunissent l'ensemble de la région.
Réparti entre les départements de Sarthe et de Mayenne, le Maine a pour capitale historique Le Mans. Il est demeuré une région largement rurale, même s'il est traversé par plusieurs axes autoroutiers et par une ligne à grande vitesse.

## Localisation

Le Maine dans la région moderne des Pays de la Loire.

Le Maine est né à la fin de l'Antiquité romaine, à partir de la réunion des territoires de deux peuples gallo-romains, les Aulerques Diablintes dont la capitale était Jublains (Noviodunum), aujourd'hui en Mayenne, et les Aulerques Cénomans dont la capitale était Le Mans (Vindunum). Les invasions barbares ont raison de Noviodunum qui périclite jusqu'à voir son territoire rattaché à celui des Cénomans. C'est là l'acte fondateur du Maine, qui prend son nom des Cénomans. Les tout premiers comtes du Maine apparaissent au VIIIe siècle. Le comté, qui s'impose rapidement comme une zone tampon entre Normandie, Anjou et Bretagne, passe au fil de l'histoire aux mains des rois d'Angleterre de la dynastie Plantagenêt, mais il est récupéré par le roi de France en 1204, lors de la dépossession de Jean Sans-Terre. Dès lors, le Maine est une province française, qui disparaît à la Révolution, lors de la création des départements.
Le Maine ne forme pas une région naturelle, mais il occupe au contraire un espace de rencontre entre le Massif armoricain et le Bassin parisien. Il est entouré à l'ouest par la Bretagne, au nord par la Normandie, à l'est par le Perche et l'Orléanais (Vendômois), et au sud par l'Anjou. Il correspond aujourd'hui à la partie nord de la région des Pays de la Loire.

## Limites
Les limites du Maine ont toujours été fluctuantes et difficiles à définir avec précision. La France d'Ancien Régime était divisée en provinces aux origines historiques et féodales, mais aussi en entités religieuses, fiscales, judiciaires et militaires qui pouvaient se chevaucher et ne pas correspondre les unes aux autres. Ainsi, le Maine était inclus dans le gouvernement militaire du Maine et du Perche, qui réunissait ces deux provinces, tandis que le diocèse du Mans couvrait le Maine mais également la région de Domfront en Normandie (appelée Passais), de Montoire-sur-le-Loir dans le Vendômois, ainsi qu'une frange de l'Anjou qui a été rattachée à la Mayenne à la Révolution, comprenant notamment Cossé-le-Vivien.
Le cas le plus parlant est l'existence de paroisses mixtes, qui faisaient à la fois partie du Maine et de la Normandie. En 1790, cette situation a été perpétuée lors de la création des départements, ces communes se trouvant à la fois en Mayenne et dans l'Orne, jusqu'à ce qu'une ordonnance fasse un partage définitif en 1832.
Depuis 1790, le Maine se trouve partagé entre la Sarthe et la Mayenne, deux départements qui ont aussi reçu des territoires d'autres provinces : la Sarthe a notamment reçu quelques communes du Perche et une frange de l'Anjou comprenant La Flèche et Le Lude, tandis que le quart sud de la Mayenne faisait également partie de l'Anjou. Ce dernier département, créé autour de Laval, a été formé en réunissant des territoires où la culture et le tissage du lin étaient la principale activité économique, la limite de culture du lin correspondant à la nouvelle frontière entre Mayenne et Maine-et-Loire.

## Géologie et hydrologie
- Alluvions
- Sables, faluns, calcaires, marnes
- Sables, calcaires, argiles
- Calcaires, marnes
- Micashiste, gneiss, amphibolites...
- Schistes et grès

Carte géologique du Maine :
Quaternaire :
Alluvions
Tertiaire :
Sables, faluns, calcaires, marnes
Crétacé :
Sables, calcaires, argiles
Jurassique :
Calcaires, marnes
Paléozoïque :
Micashiste, gneiss, amphibolites...
Schistes et grès
Protérozoïque :
Schistes et grès
Granites

Le massif armoricain forme un domaine de socle tandis que le bassin parisien est un domaine de couverture sédimentaire. L'Ouest du Maine, qui se trouve sur le massif armoricain, renferme les roches les plus anciennes, remontant au Protérozoïque et au Paléozoïque. Il s'agit de granites d'origine magmatique, de roches métamorphiques comme des gneiss, micaschistes, amphibolites, des éclogites, ainsi que des roches d'origine sédimentaire et déformées : schistes et grès. Les granites sont présents en majorité dans le Nord-Mayenne, et remontent à l'orogenèse cadomienne. Ils sont entrecoupés de zones de roches métamorphiques, tandis que le bassin de Laval et les Coëvrons sont constitués de schistes et grès. La majeure partie de la Sarthe s'étend sur le bassin parisien, qui s'est constitué par dépôts sédimentaires successifs apportés par la mer. Les roches les plus anciennes, qui remontent au Jurassique, se trouvent aux abords immédiats du massif armoricain, il s'agit de calcaires, calcaires argileux et de marnes. Le reste est principalement constitué de dépôts du Crétacé : sables, calcaires et argiles, recouverts en de nombreux endroits par des dépôts du Tertiaire : sables, sables coquillers (faluns), calcaires et marnes. Enfin, des alluvions du Quaternaire occupent les vallées fluviales.
Le Maine se trouve presque entièrement dans le bassin de la Loire. Bien que la province ne soit pas traversée par ce fleuve, elle est drainée par trois de ses affluents : la Mayenne, la Sarthe et le Loir. Ces trois rivières se rejoignent peu avant Angers pour former la Maine, qui se jette ensuite dans la Loire après avoir traversé la ville. Le réseau hydrographique du Maine s'oriente majoritairement sur un axe nord-sud, voire nord-ouest-sud-est dans le cas de la Sarthe et du Loir.
La Mayenne draine une très grande partie du département du même nom. Elle prend sa source sur le versant nord du mont des Avaloirs, en Normandie, avant de serpenter sur la frontière entre les deux provinces et enfin s'orienter vers le sud à Melleray-la-Vallée. Elle reçoit ensuite en rive droite les eaux de la Varenne qui prend sa source près de Flers dans l'Orne, puis de la Colmont qui marque également la frontière normande, et l'Ernée. En rive gauche, elle reçoit peu avant Laval les eaux de la Jouanne. L'Oudon, qui prend sa source à La Gravelle, est le plus grand affluent de la Mayenne en rive droite mais il rejoint cette rivière en Anjou.

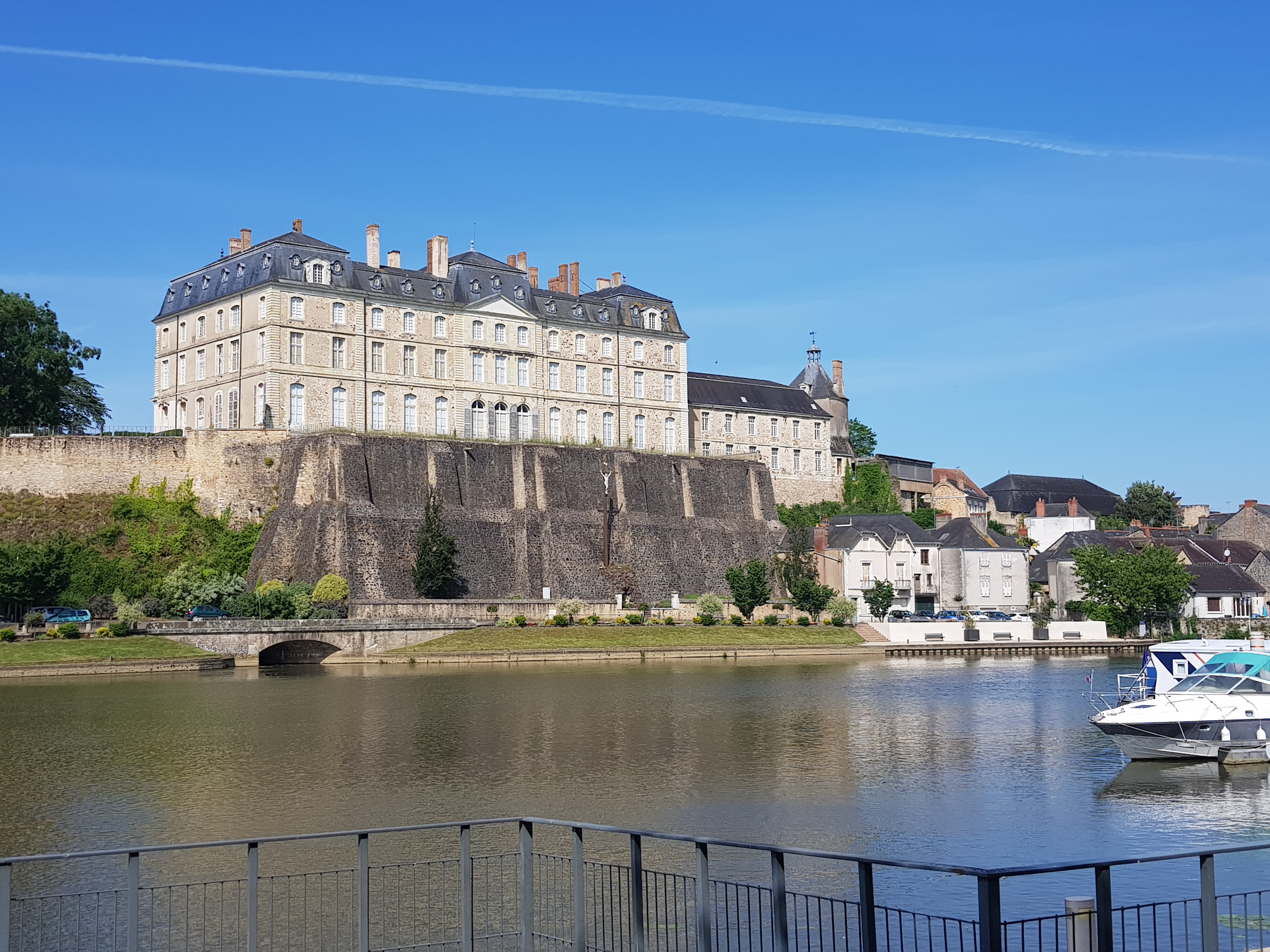
La Sarthe à Sablé-sur-Sarthe.

La Sarthe draine une large part du département auquel elle a donné son nom, ainsi qu'une frange ouest de la Mayenne. L'Erve et la Vaige, qui prennent leur source dans les Coëvrons, sont ainsi deux de ses principaux affluents en rive droite. La Sarthe prend sa source dans l'Orne, et forme sur une part de son parcours amont la limite entre Maine et Normandie. Elle longe notamment la ville d'Alençon, puis dévie en direction du Sud après Saint-Céneri-le-Gérei. Elle traverse alors les Alpes mancelles, qu'elle quitte à Fresnay-sur-Sarthe. Elle reçoit en rive gauche les eaux de l'Orne saosnoise, puis surtout celles de l'Huisne, juste après avoir traversé Le Mans. Ensuite, elle est grossie par les eaux de la Vègre, qui draine l'Est des Coëvrons, puis près de Sablé-sur-Sarthe, elle conflue avec l'Erve et la Vaige. La frange est et sud du département de la Sarthe appartient au bassin versant du Loir, rivière qui prend sa source en Eure-et-Loir. L'un de ses principaux affluents, la Braye, matérialise la limite entre le Maine et l'Orléanais (et entre la Sarthe et le Loir-et-Cher, puis le Loir lui-même sépare le Maine de l'Anjou.
L'extrémité nord-ouest du Maine, autour de Landivy, appartient aux bassins versants de la Sélune et du Couesnon, deux fleuves qui se jettent dans la Manche. La Vilaine enfin, fleuve qui se jette dans l'océan Atlantique, prend sa source à Juvigné, dans l'Ouest du Maine.

## Régions et pays du Maine

### Division entre Haut-Maine et Bas-Maine
Historiquement, et à l'instar de nombreuses autres provinces françaises, le Maine est divisé en Haut-Maine et Bas-Maine. Cette division n'a rien à voir avec le relief ou l'altitude, le Bas-Maine étant d'ailleurs plus élevé que le Haut-Maine. Il s'agit plutôt d'une distinction politique et économique : le Haut-Maine comprenait la capitale provinciale, tandis que le Bas-Maine était plus éloigné de Paris et de moindre importance économique,.
Depuis la création des départements, le Haut-Maine est assimilé à la Sarthe, et le Bas-Maine à la Mayenne. Néanmoins, la limite entre les deux n'est pas clairement établie, et au XVIIIe siècle, le Bas-Maine était perçu dans une acception plus large, s'étendant pratiquement jusqu'aux rives de la rivière Sarthe et englobant la Champagne mancelle, aujourd'hui entièrement incluse dans le département de la Sarthe.
La rivalité tenace entre le Haut et le Bas-Maine ainsi que ce flou géographique expliquent d'ailleurs que la limite entre les deux départements fut l'une des plus difficiles à tracer en 1790 dans l'Ouest de la France.

### Bas-Maine

#### Caractéristiques générales

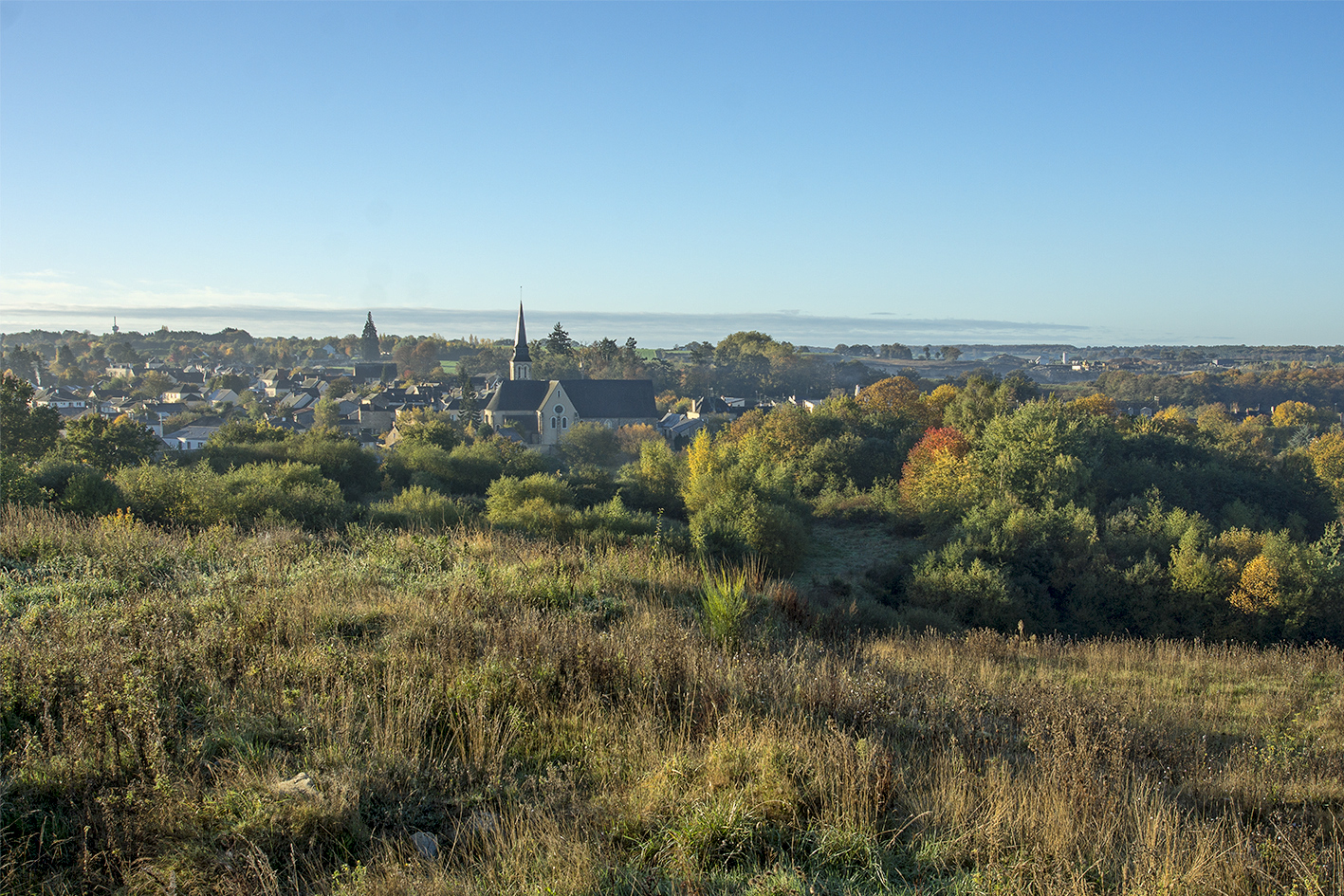
Paysage autour d'Entrammes.

Le Bas-Maine est entièrement situé sur l'extrémité orientale du Massif armoricain. Ce massif montagneux, très ancien et érodé, culmine d'ailleurs dans le Maine au mont des Avaloirs, à 416 m d'altitude. Le sous-sol du Bas-Maine remonte au Paléozoïque, et une large part de la région est particulièrement ancienne, puisqu'elle est constituée de schistes précambriens. Ces schistes sont surtout visibles au sud de Laval et dans les environs d'Évron, de Chailland, de Bais, d'Ernée ou encore de Villaines-la-Juhel. La moitié nord, qui comprend le mont des Avaloirs, la forêt de Pail, la forêt de Charnie et les Coëvrons, est principalement constituée de grès du Silurien. La géologie du Bas-Maine est également marquée par le bassin sédimentaire de Laval remontant au Carbonifère et au Dévonien. Il s'étend d'est en ouest de Sablé-sur-Sarthe à Saint-Pierre-la-Cour et sa faible largeur est comprise entre Montigné-le-Brillant et Louverné. Il est composé de schistes et de calcaires carbonifères formant des couches plissées. Le marbre et la chaux y ont été abondamment exploités, notamment à Saint-Berthevin, Argentré, Louverné et Saint-Pierre-la-Cour.

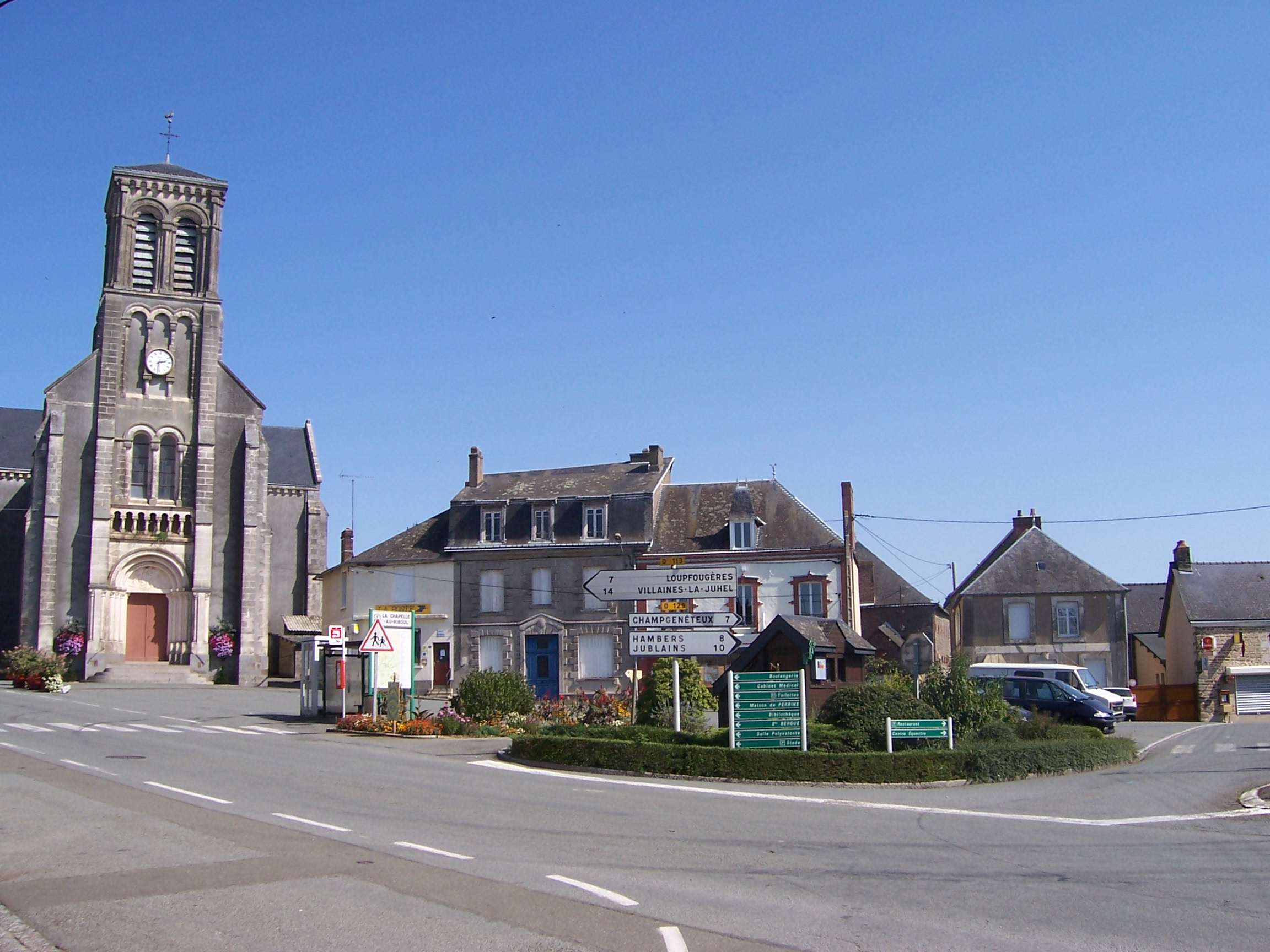
La Chapelle-au-Riboul, village typique du Bas-Maine.

Même s'il s'étend en partie sur la partie la plus élevée du Massif armoricain, le Bas-Maine possède un relief peu marqué, comme l'ensemble du Maine. Dans leur ensemble, les paysages sont peu différents d'une zone à l'autre, et il est difficile de dégager des sous-régions précises. Les collines du nord-est, autour du mont des Avaloirs et d'autres sommets comme le mont Rochard, font partie des Alpes mancelles, région au relief assez prononcé, marquée par la présence de landes et de forêts comme celle de Pail, entrecoupées de petites vallées fluviales. Cette région est aussi la plus humide. Plus au sud, les Alpes mancelles sont prolongées par les Coëvrons, autre pays de collines, puis par le plateau du pays de l'Erve, au sous-sol calcaire. Ce plateau est également marqué par de grandes forêts comme celle de Charnie, située à cheval sur la Mayenne et la Sarthe. Le reste du Bas-Maine est constitué de bocage humide, ponctué d'étangs et de forêts.
Le Bas-Maine est presque entièrement drainé par la Mayenne. Cette rivière prend sa source sur le versant nord du mont des Avaloirs et elle possède un certain nombre d'affluents, comme l'Aisne, l'Aron, la Jouanne et l'Ouette sur la rive gauche, et la Varenne, la Colmont, l'Ernée et le Vicoin sur la rive droite. L'extrémité nord-ouest du Maine fait par contre partie des bassins de la Sélune et du Couesnon, deux fleuves côtiers qui se jettent dans la baie du Mont-Saint-Michel. Enfin, quelques territoires de l'ouest font partie du bassin de la Vilaine, qui y prend sa source.

#### Les Marches de Bretagne

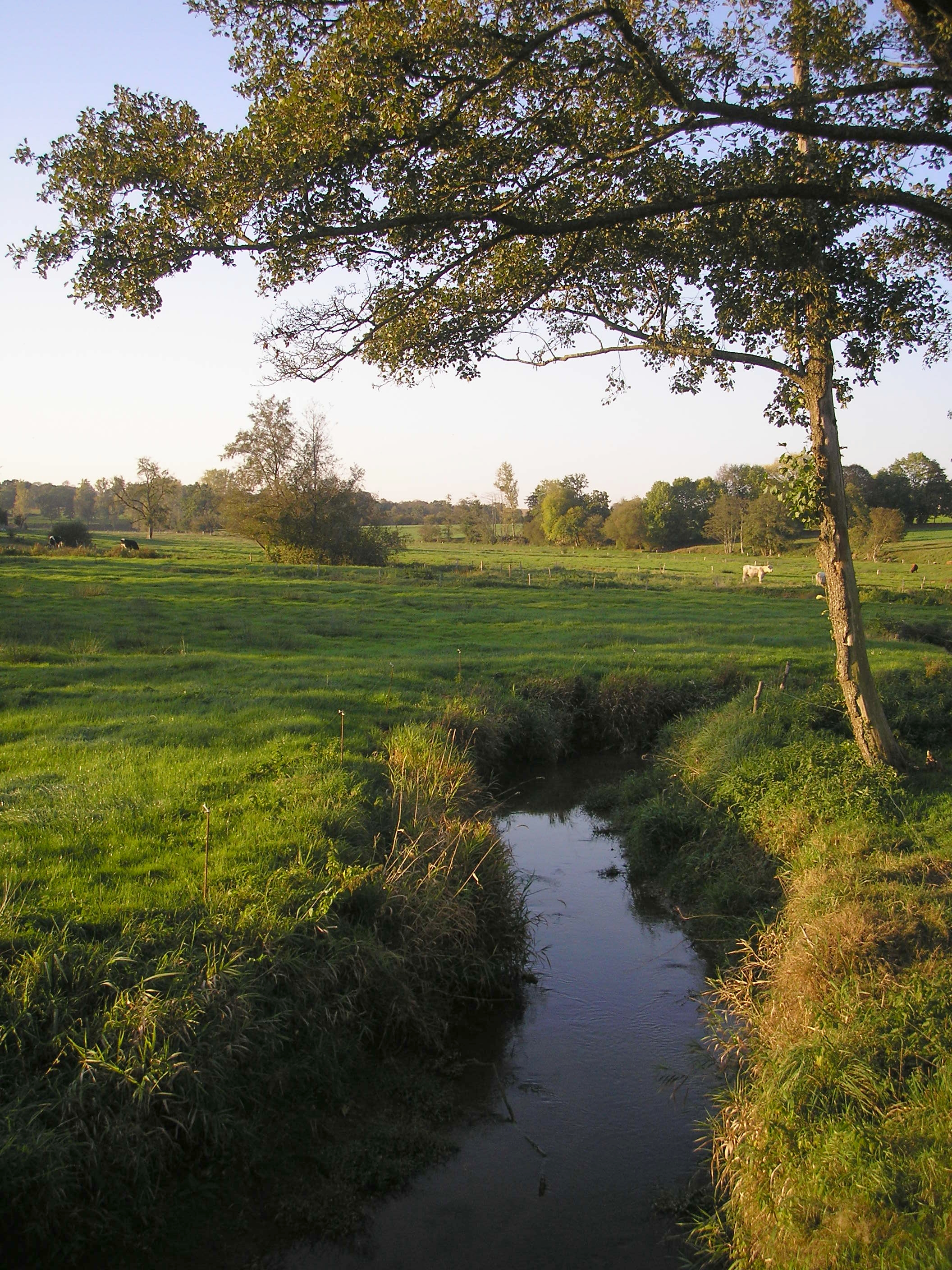
La Colmont à Désertines.

La partie limitrophe de la Bretagne fait partie des Marches, région qui a joué un rôle stratégique important au Moyen Âge. Dans le nord-est de la Mayenne tout particulièrement, l'architecture en granite évoque directement la Bretagne voisine. Les fermes présentent une organisation caractéristique en longère ou en U, et l'habitat est particulièrement diffus. Cette partie du Bas-Maine occupe un plateau cristallin incisé par de nombreuses vallées.
Les villages occupent surtout les hauteurs, et le bocage reste dense par endroits. Ce bocage est principalement composé de châtaigniers. Les hauteurs du plateau sont en revanche occupées par des cultures ouvertes. Si les châteaux défensifs médiévaux, à l'image du château de Levaré, sont peu nombreux, il existe un nombre significatif de demeures de plaisance plus récentes.
Les vallées n'ont pas de direction marquée et l'espace est parcouru par de nombreux cours d'eau comme l'Ernée et la Colmont et il est aussi ponctué de nombreux étangs. Ernée, Gorron, Fougerolles-du-Plessis et Landivy sont les agglomérations principales.

#### Vallée de la Mayenne et pays de Laval

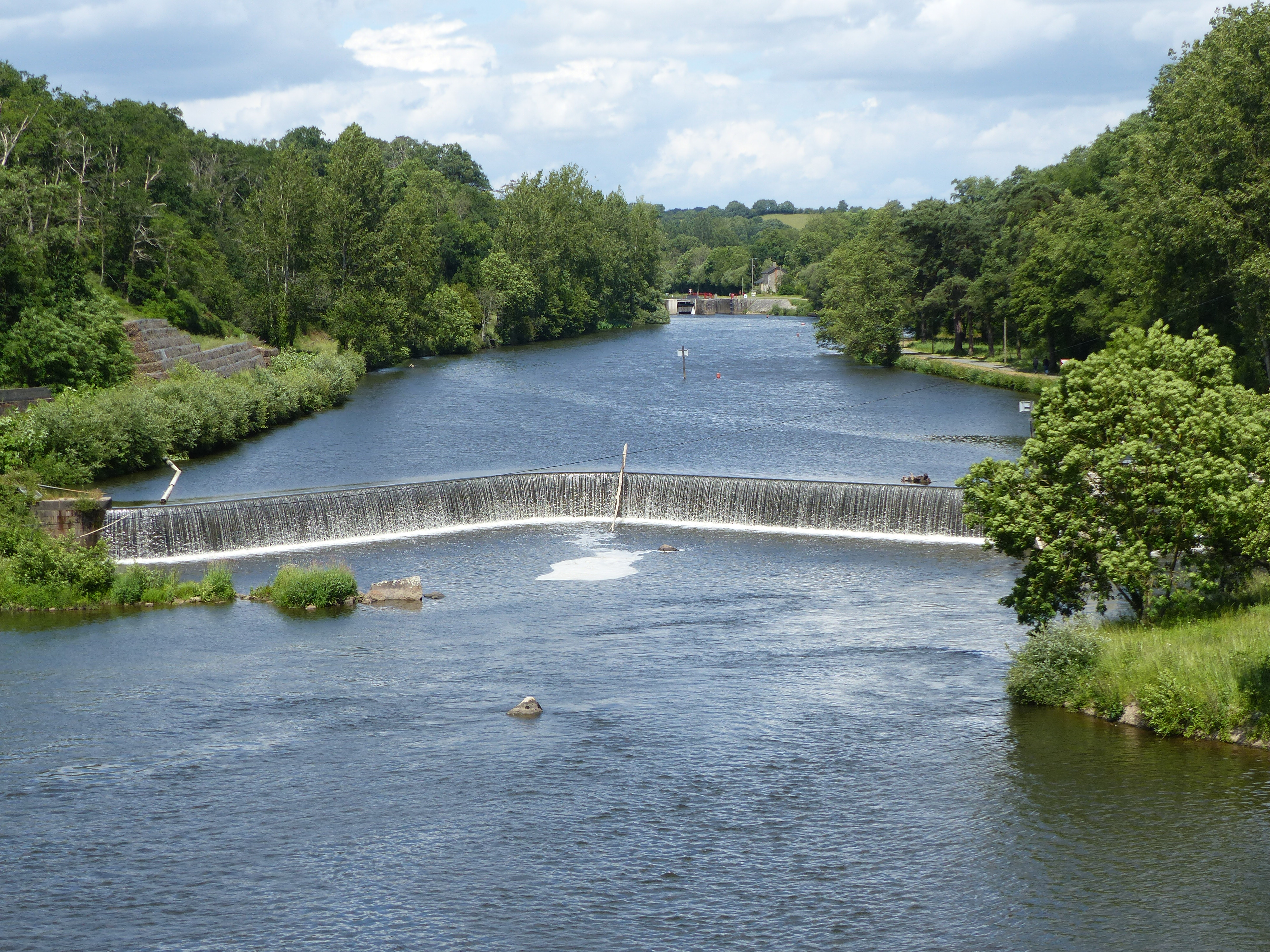
La rivière Mayenne à Andouillé.

La rivière Mayenne coule dans une vallée encaissée, bornée par des plateaux cristallins bocagers. Cette vallée fournit un axe de communication naturel entre les villes de Laval, Mayenne, et au-delà avec l'Anjou et la Normandie. La trame bocagère a grandement disparu des sommets de plateau, laissant place à de grandes cultures ouvertes, mais les vallées secondaires présentent encore une trame bocagère importante, et l'existence de vergers de pommiers et poiriers rappelle la Normandie voisine. Au nord de la région, la vallée de la Mayenne rencontre celles de la Colmont et de la Varenne, tandis qu'autour de Laval elle rencontre les vallées de l'Ernée et de la Jouanne. La vallée de la Mayenne en elle-même a été fortement aménagée pour la navigation et la petite industrie : on y trouve chemin de halage, écluses, moulins à eau… L'empreinte industrielle est aussi visible dans certains villages comme Port-Brillet ou Fontaine-Daniel, et les environs de Laval comptent de nombreux vestiges de l'exploitation de pierres et de chaux : anciens fours, carrières, etc.
Plus encore que dans la région des Marches de Bretagne, le paysage est ponctué d'anciens châteaux forts, qui sont les vestiges des lignes défensives face à la Bretagne. Le plus grand est le château de Lassay. La région possède également un patrimoine lié à son activité principale jusqu'au XIXe siècle : la production de lin. Ainsi, dans les villages d'Andouillé, Parné-sur-Roc ou encore Ambrières-les-Vallées, les anciennes maisons de tisserands présentent un escalier extérieur caractéristique, qui rappelle que le sous-sol semi-enterré servait au rouissage de la plante. L'habitat traditionnel de cette région est généralement en schiste ou en granite, auxquels peuvent s'ajouter le calcaire bleu et le grès autour de Laval.

#### Les Coëvrons et le pays de l'Erve

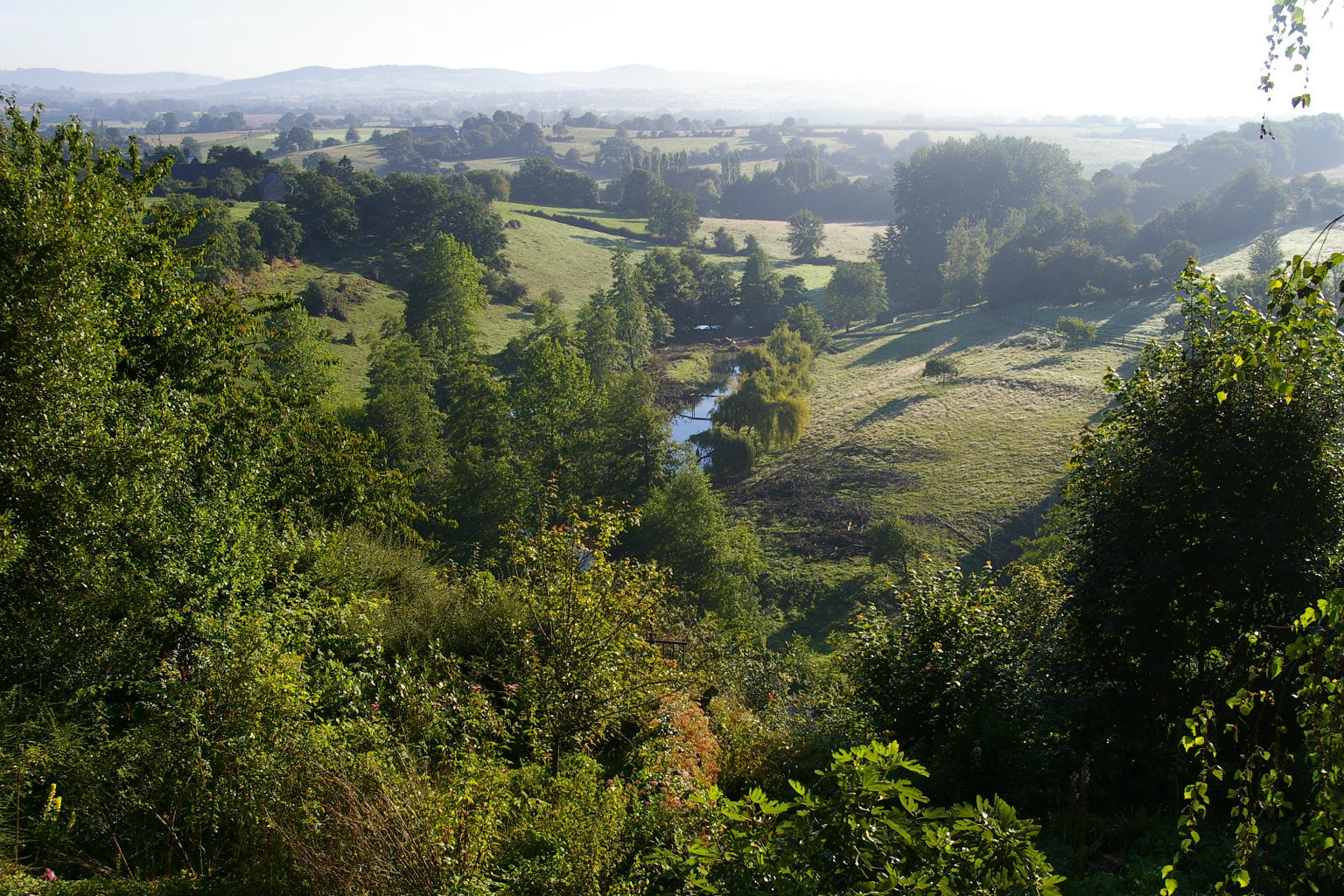
La vallée de l'Erve à Sainte-Suzanne.

Sis à cheval sur les deux départements de la Mayenne et la Sarthe, ces pays forment la continuité des Avaloirs et des Alpes mancelles. Si le relief est moins prononcé et que les plateaux céréaliers dominent au sud, on y trouve aussi les vallées encaissées de l'Erve et de la Vègre, ainsi que les collines des Coëvrons. Les Coëvrons, dont le nom est d'origine celte et signifie "collines boisées", correspondent à des collines gréseuses. Elles présentent un paysage de bocage préservé, ponctué de sites défensifs médiévaux comme Sainte-Suzanne et Sillé-le-Guillaume. Les crêtes sont couvertes de grandes forêts, notamment la forêt de Sillé et celle de Charnie. Les Coëvrons forment un espace de transition entre la vallée de la Mayenne, les Avaloirs et la Champagne mancelle, et à ce titre, ils présentent des caractéristiques de ces différentes régions voisines. Ainsi, l'architecture traditionnelle mélange l'ardoise et la tuile, le grès roussard et le granite. Le mont Rochard, situé sur le socle armoricain, culmine à 357 m et constitue le point culminant de la région. Au sud, l'Erve et la Vègre traversent des couches calcaires et ont alors formé des canyons karstiques, comprenant dans le cas de l'Erve un réseau de grottes.

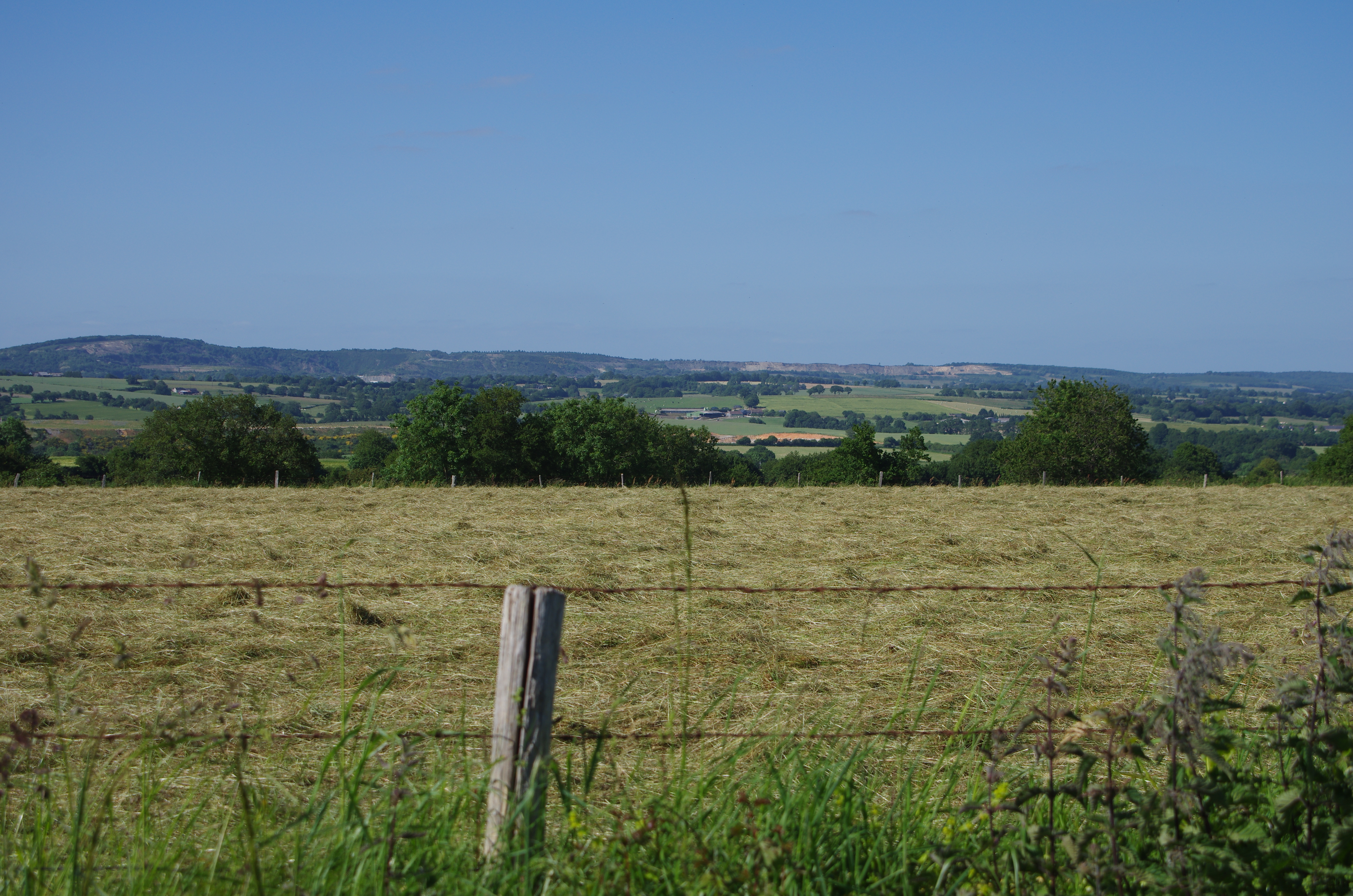
Panorama sur les Coëvrons.
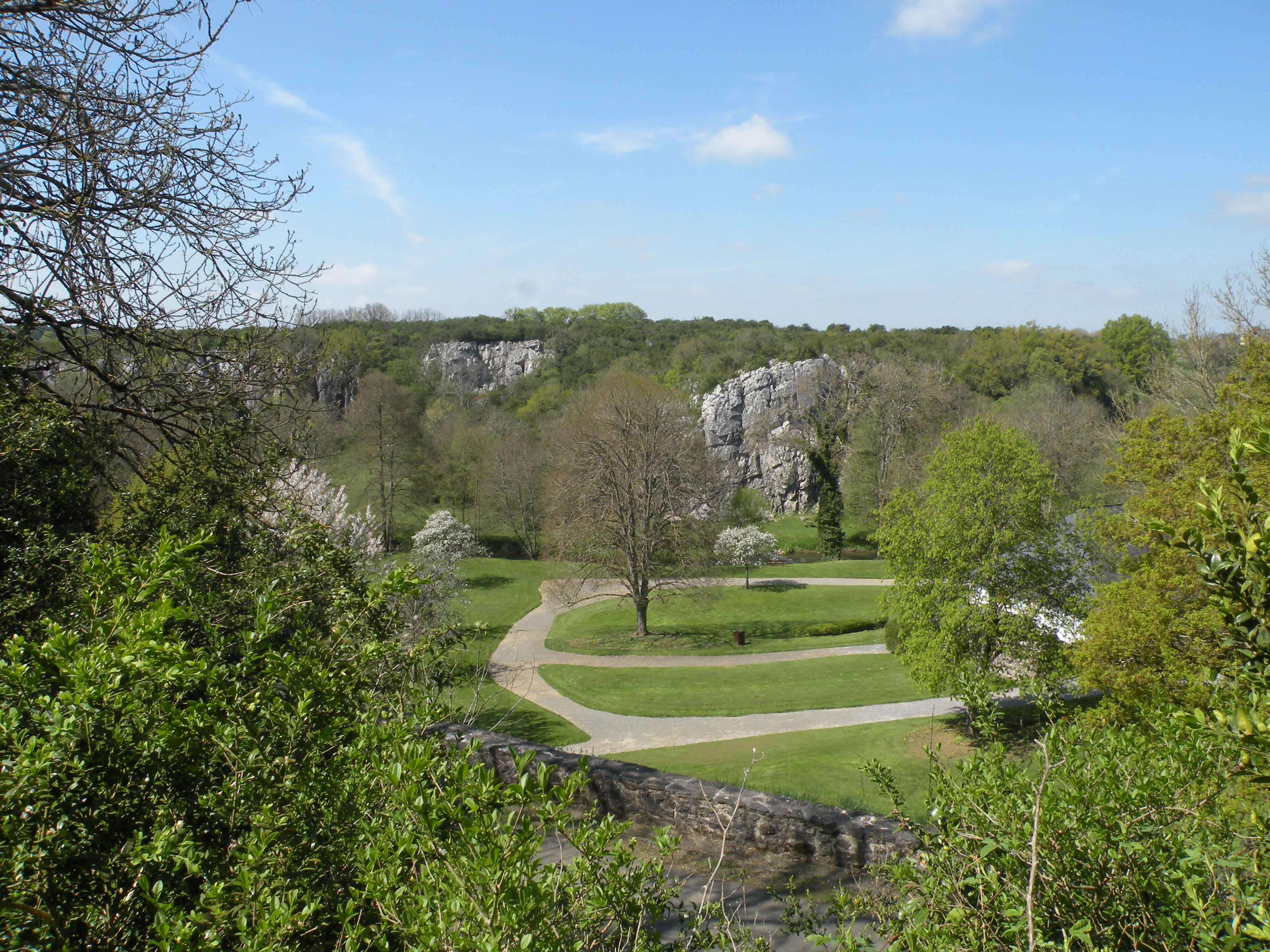
Le canyon de Saulges.
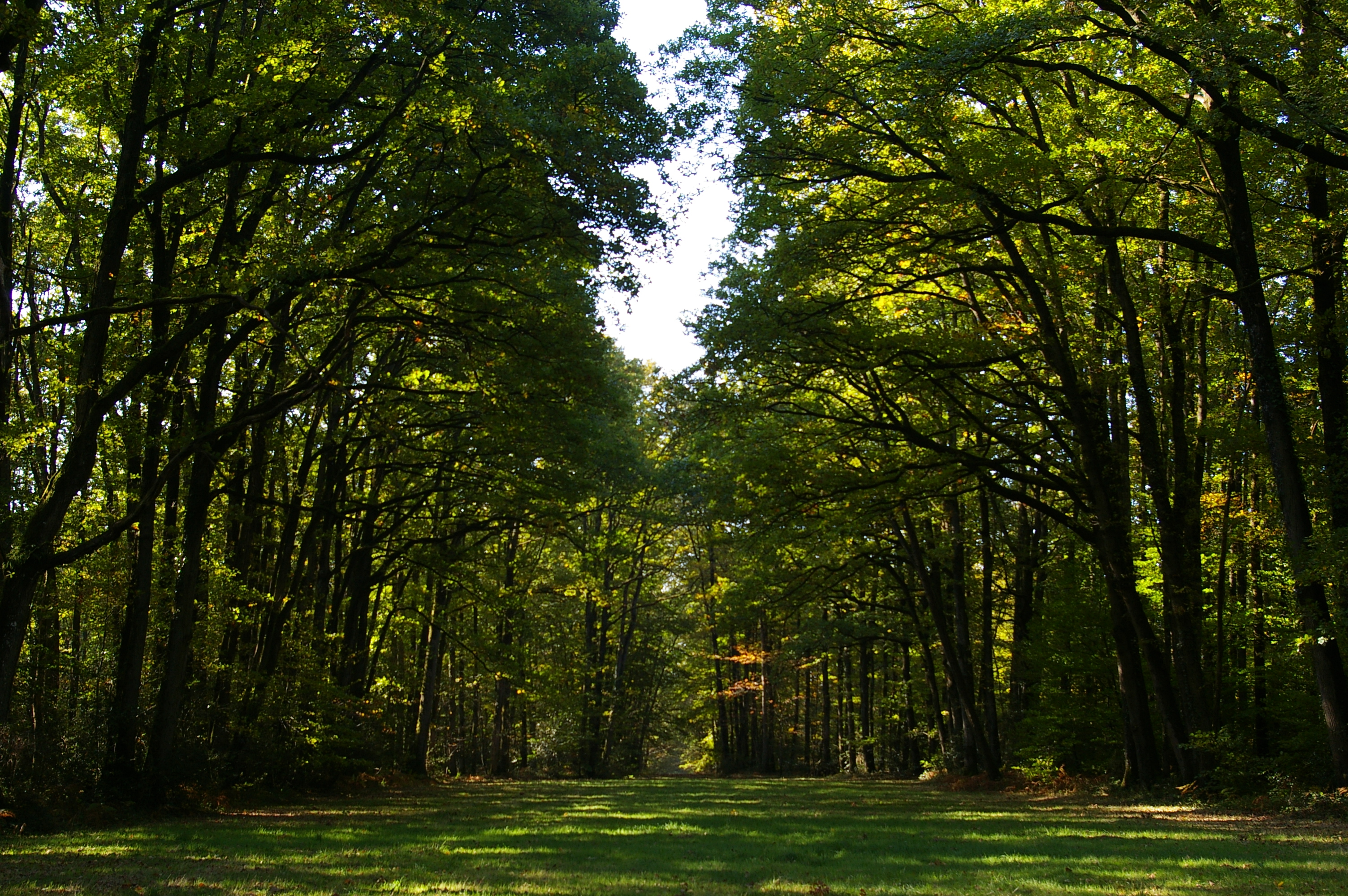
La forêt de Charnie.

#### Les Avaloirs et les Alpes mancelles

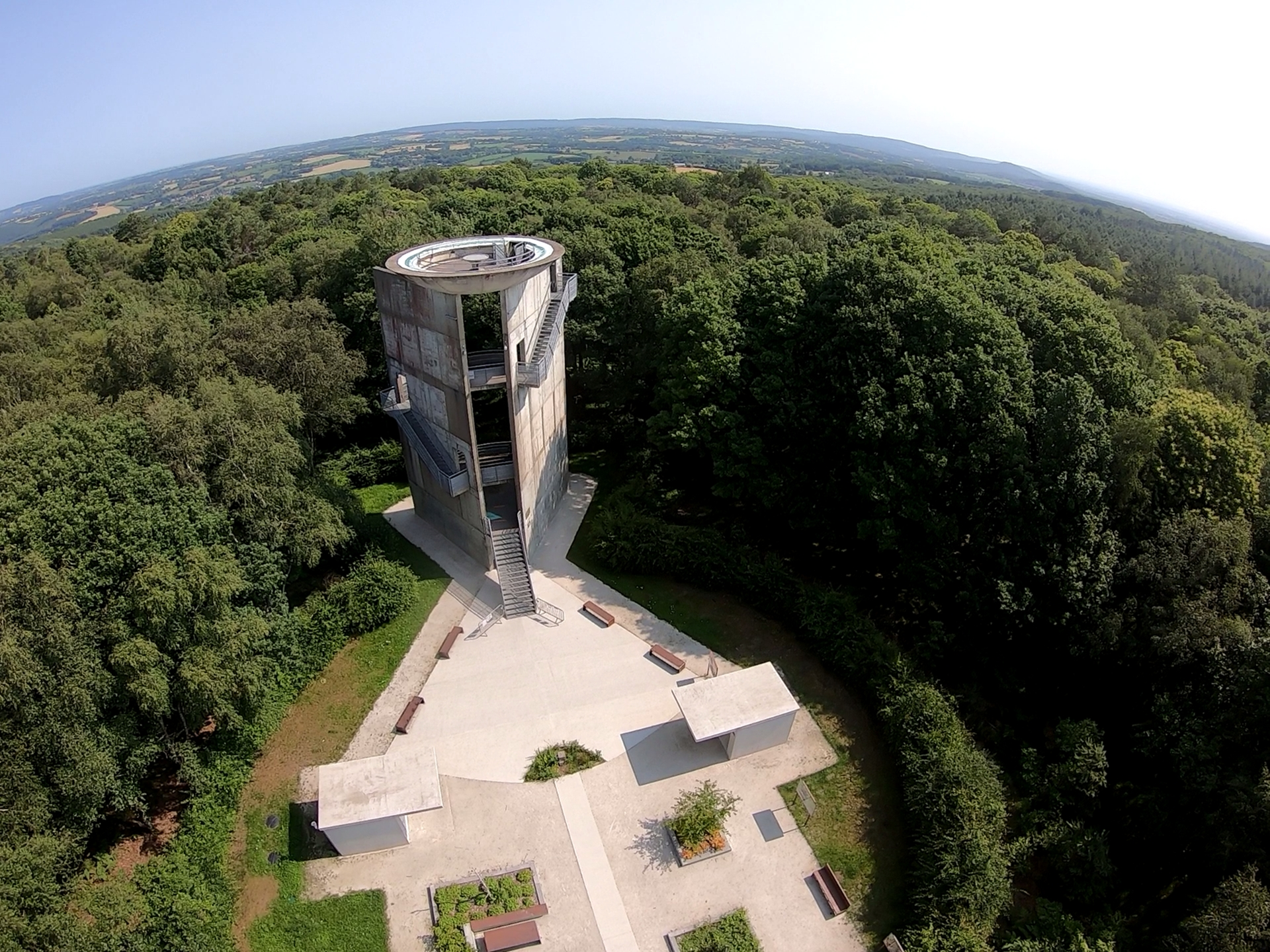
Le mont des Avaloirs et son belvédère.

Formant le point le plus haut de tout le Massif armoricain, les Avaloirs et les Alpes mancelles constituent un paysage de corniches boisées entrecoupées de vallées entaillées. À l'ouest, du côté de la Mayenne se trouvent les corniches gréseuses des Avaloirs et de Pail, formant de grandes crêtes généralement boisées mais aussi couvertes de landes par endroits. Ces crêtes sont séparées par des plateaux de grandes cultures et par des vallées au bocage dense, qui offrent un étagement du paysage. Le mont des Avaloirs, avec ses 416 m, est à la fois le point culminant du Maine, du Massif armoricain et du Grand Ouest français. Les bourgs sont positionnés entre vallée et plateau, et les principales agglomérations sont Villaines-la-Juhel, Javron-les-Chapelles et Pré-en-Pail. Tout au nord, la forêt de Monnaie occupe une autre crête qui se prolonge en Normandie dans la forêt d'Andaines. Elle est bordée au sud par la vallée étroite de la Mayenne, tandis qu'au nord des collines granitiques s'étendent sur la frontière normande.

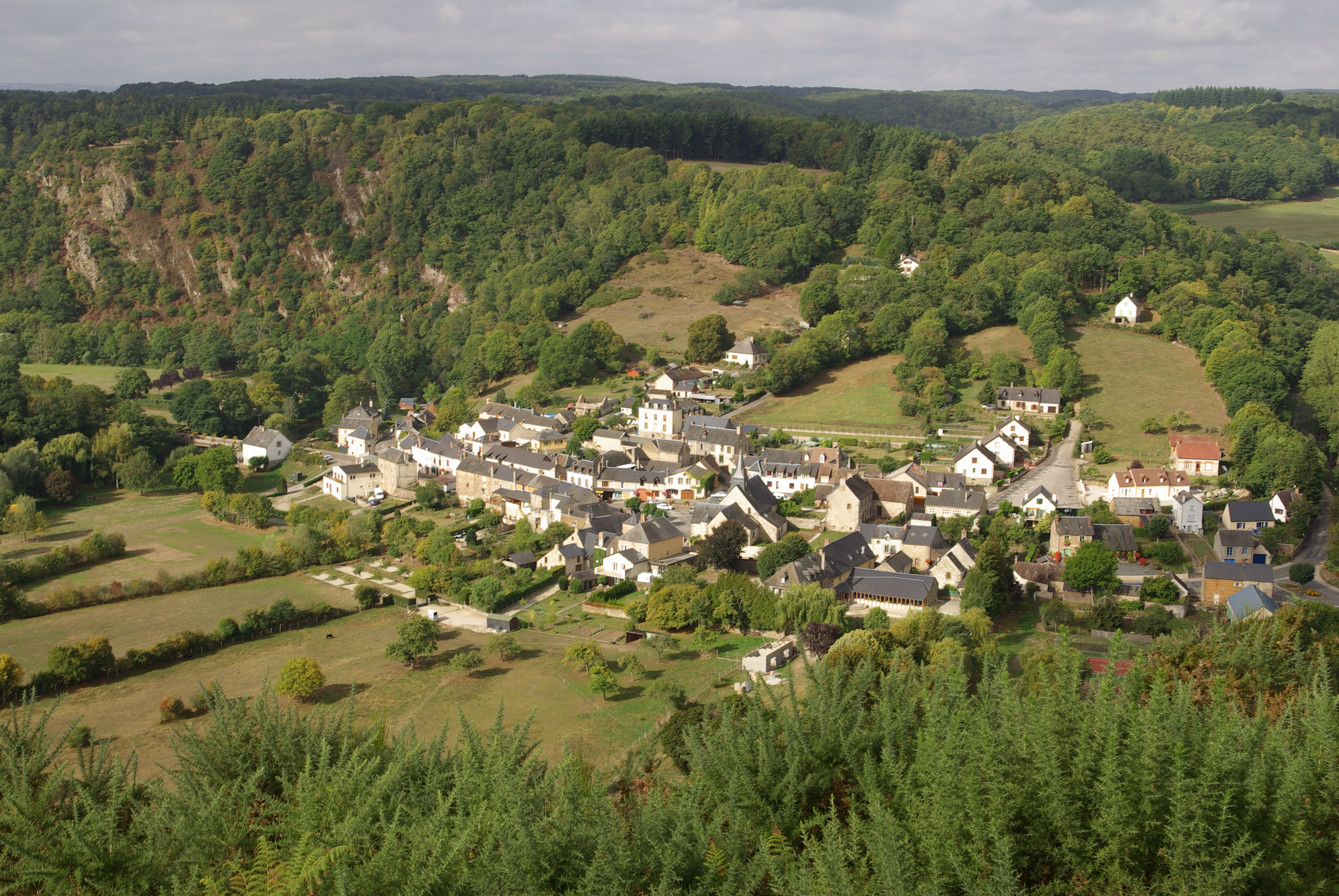
Saint-Léonard-des-Bois, au cœur des Alpes mancelles.

Les Alpes mancelles, qui s'étendent autour de la rivière Sarthe, se répartissent sur les deux départements de Sarthe et de Mayenne. Au-delà de la corniche de Pail, elles forment une région au relief marqué de vallées incisées, à l'ambiance de petite montagne. Le paysage est similaire à celui des Avaloirs, avec des plateaux cultivés et des vallées bocagères, mais les vallées se font plus profondes, et la présence de coteaux escarpés, de pierriers et d'aplombs rocheux accentuent le caractère presque montagnard. Au sortir des Alpes mancelles, Fresnay-sur-Sarthe se trouve précisément sur la charnière entre massif armoricain et bassin parisien.

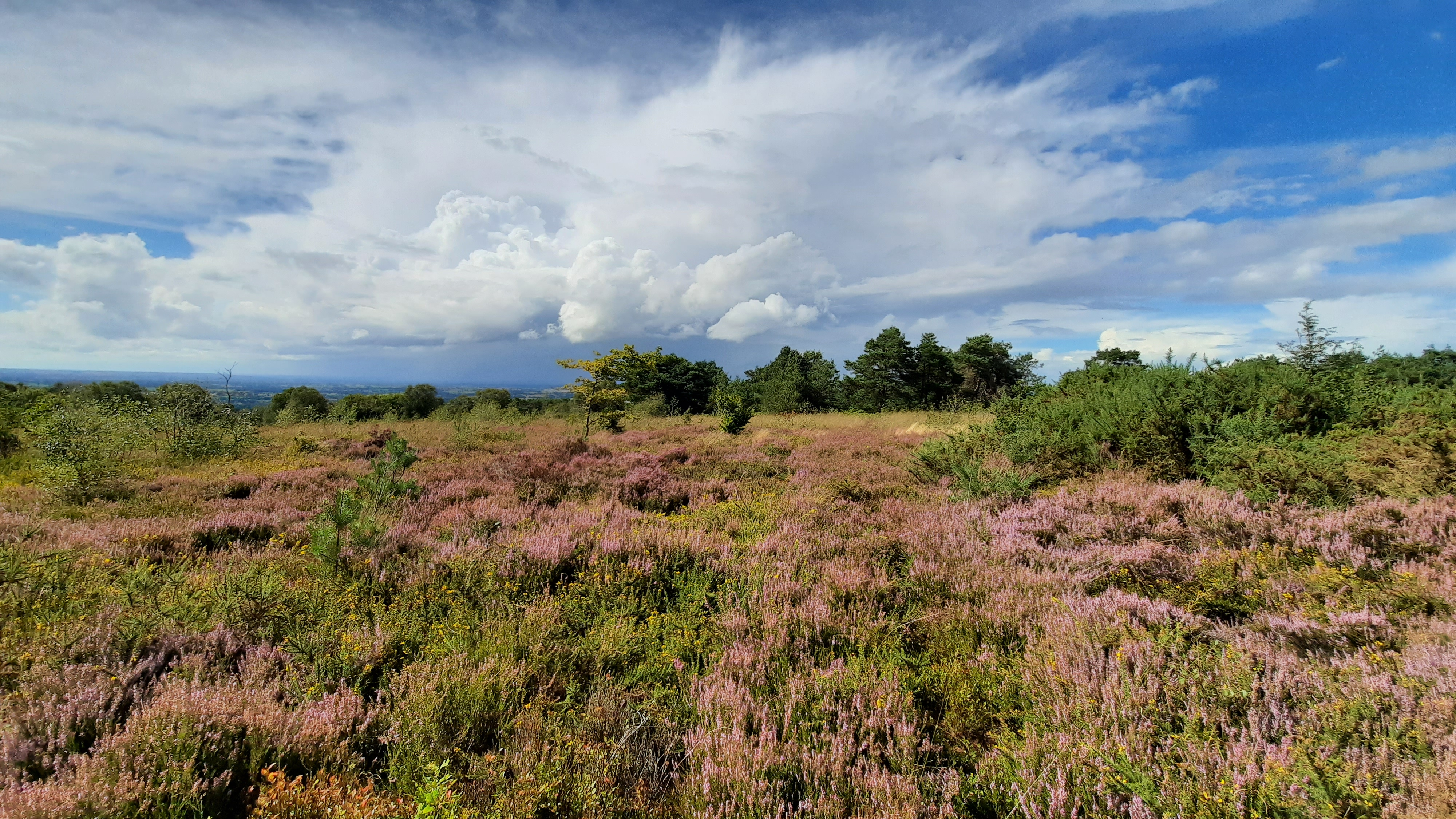
Landes près du mont des Avaloirs.
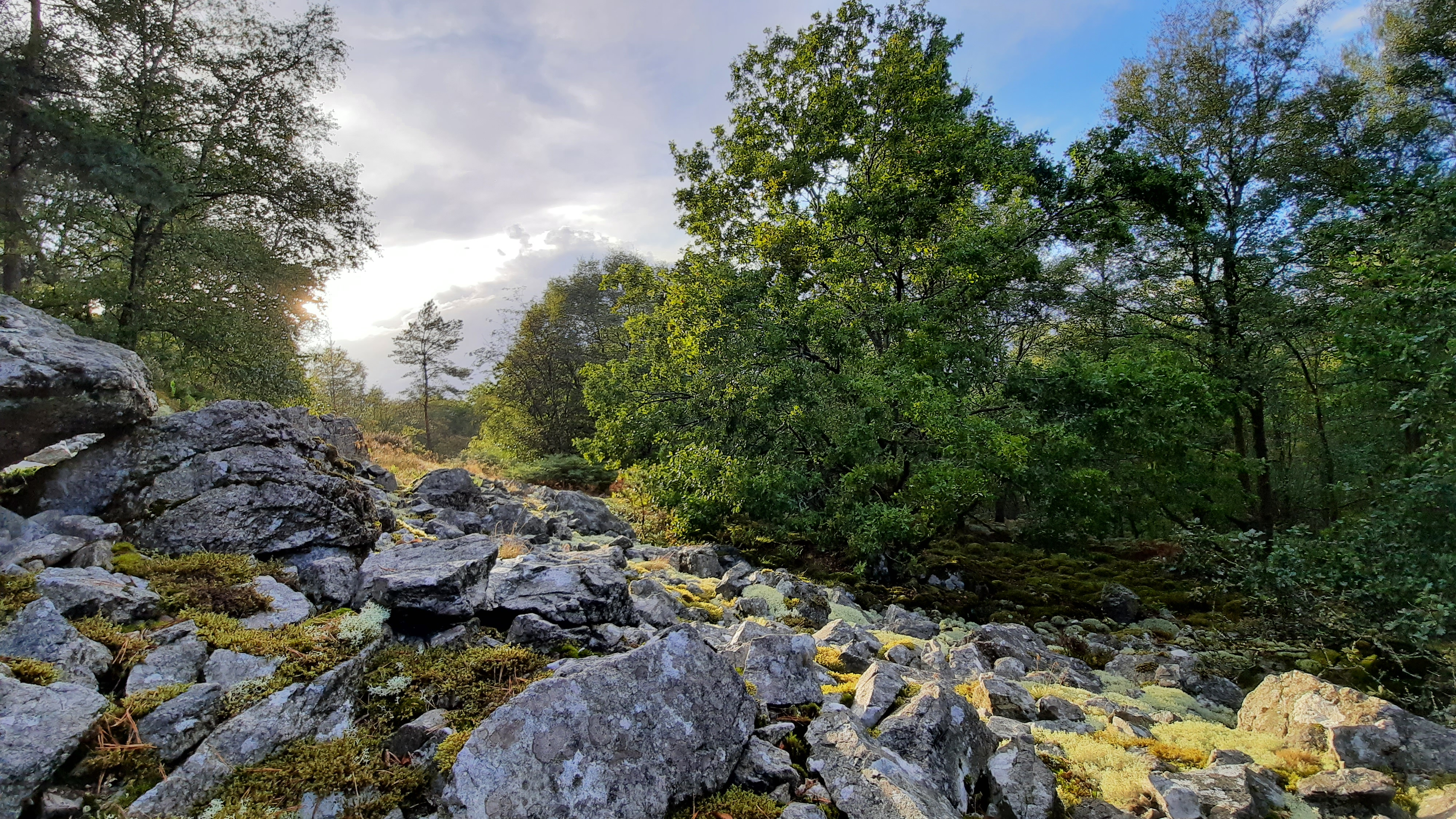
Pierrier du Souprat.
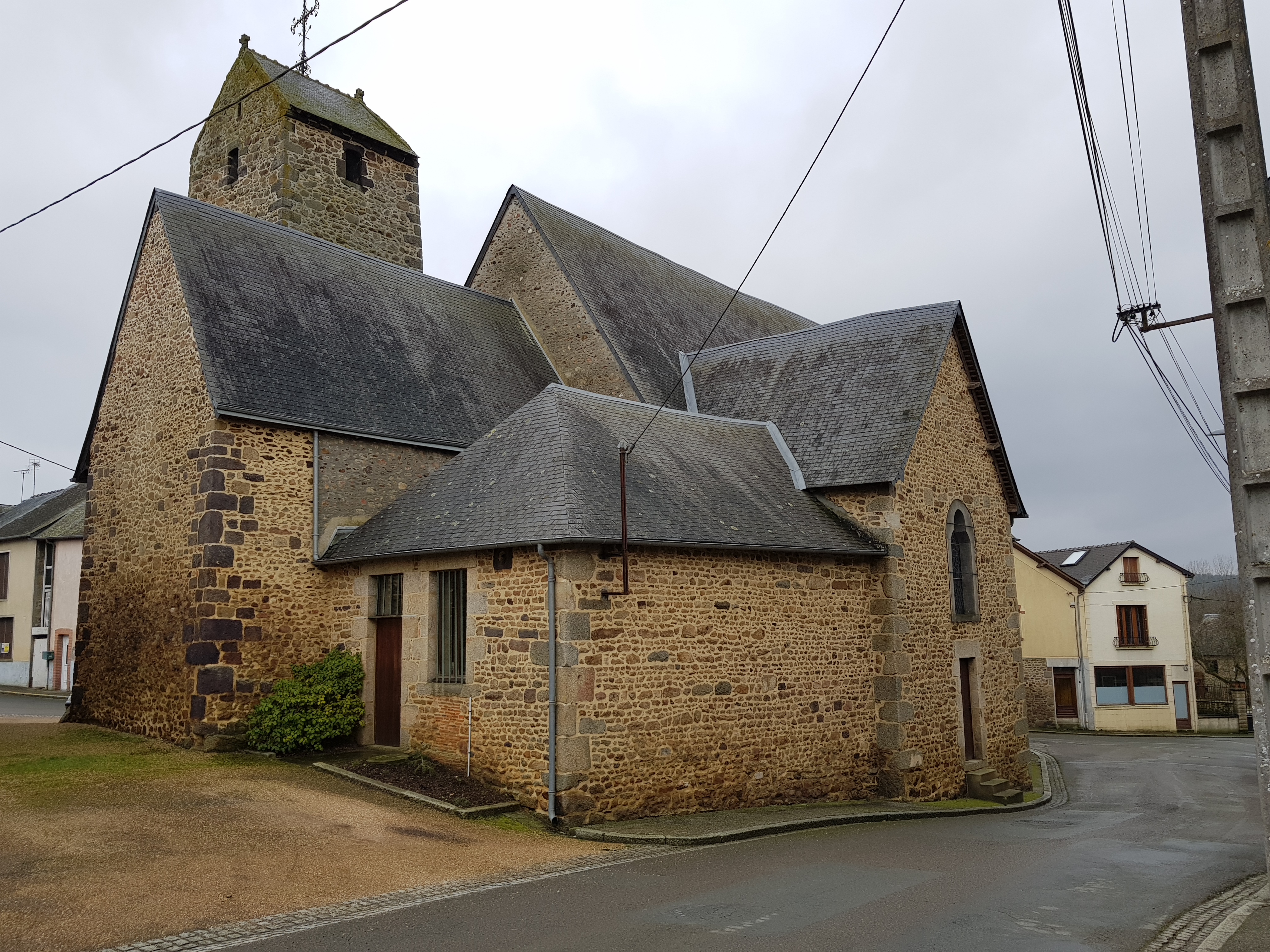
L'église de Gesvres, en grès roussard typique.

### Haut-Maine

#### Caractéristiques générales
Le Haut-Maine s'étend sur une partie du Bassin parisien, constitué de sols sédimentaires qui contrastent avec le sous-sol ancien du Massif armoricain. Le relief est peu tourmenté, surtout au regard des reliefs des Coëvrons et des Alpes mancelles, qui forment un arc de cercle à l'ouest. L'essentiel du Haut-Maine est constitué de bas plateaux entrecoupés de vallées fluviales. La région n'est pas pour autant uniforme, et la diversité géologique du sous-sol créé une multiplicité de paysages. L'Est de la Sarthe, au pied des Coëvrons, est constitué de marnes, argiles, calcaires et de sables du Jurassique. Ces formations correspondent à la Champagne mancelle, et se prolongent en Anjou dans le Baugeois. Le centre, plus récent, a été formé au Crétacé et il est constitué d'argiles à minerai et de sables, formant notamment des grès, typiques du Cénomanien, étage qui doit son nom à la région. Enfin, les plateaux périphériques de l'Est et du Sud datent de l'âge tertiaire et ils sont de nature calcaire ou siliceuse, renfermant notamment du grès et de la pierre meulière, ou encore des argiles à silex.

#### Maine noir
Le Maine noir désigne la frange occidentale du département de la Sarthe, c'est-à-dire la partie située sur le socle ancien du Massif armoricain. Le Maine noir constitue le pendant sarthois de régions également situées en Mayenne, comme la Charnie, les Coëvrons ou les Alpes mancelles. Il tient son nom des pierres utilisées dans la construction, comme le schiste et les grès sombres, extraits localement, et qui contrastent avec les teintes plus claires des matériaux utilisés ailleurs dans le Haut-Maine,.

#### Maine roux

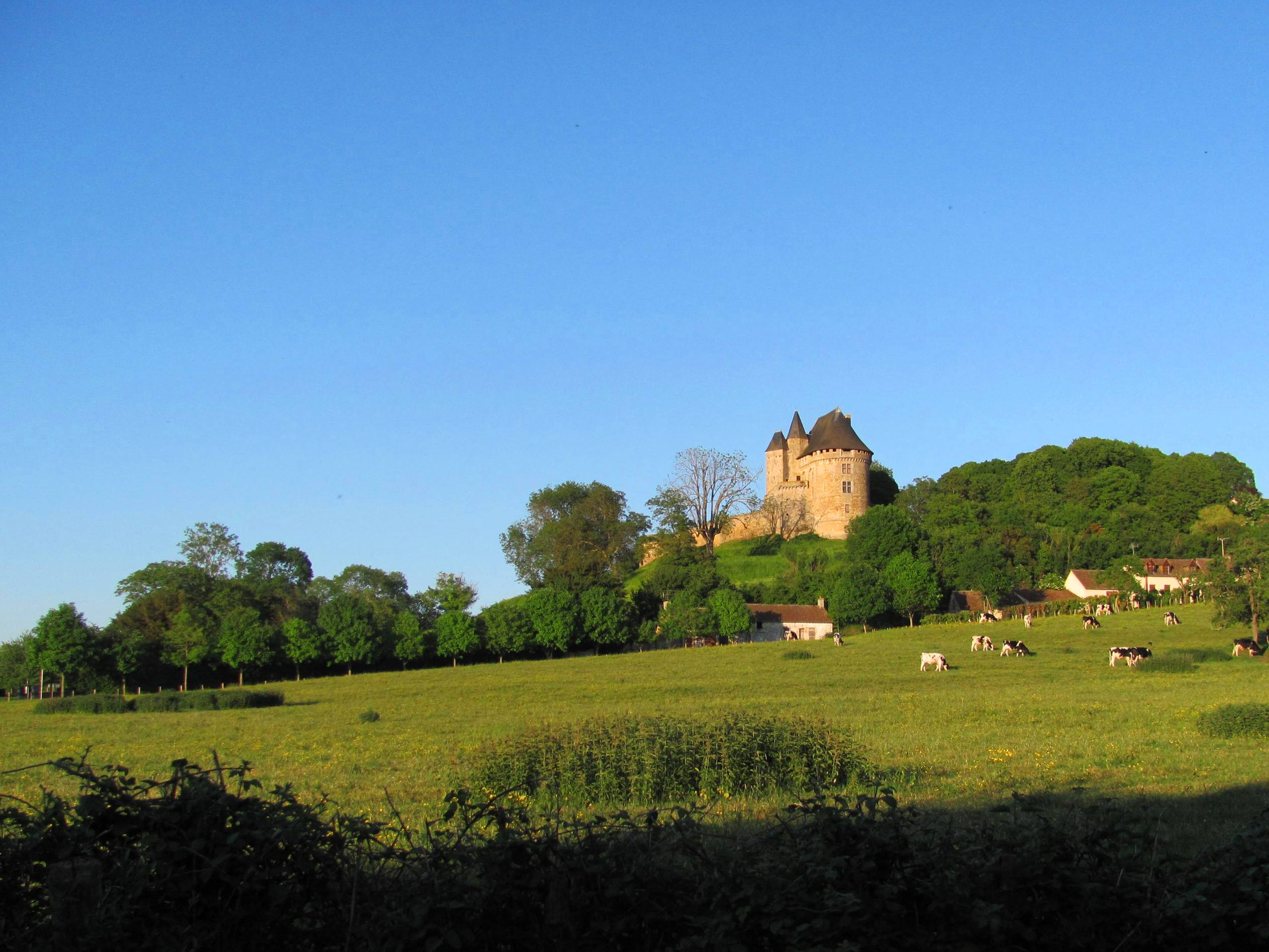
Le château de Ballon.

Le Maine roux correspond aux terrains du Cénomanien qui s'étendent dans le centre de la Sarthe. Il doit son nom au grès roussard et aux sables jaunes qui se trouvent dans son sous-sol et qui constituent les principaux matériaux de construction traditionnels. Les sables se retrouvent dans les enduits qui apportent des couleurs chaudes aux façades. Le Maine roux présente des paysages de plateaux calcaires qui se distinguent par la présence d'une trame bocagère. L'ouest, vers la vallée de la Sarthe, est abaissé et encadré par des buttes boisées, tandis que les plateaux plus à l'est présentent de multiples vallées entaillées. Tout à l'ouest, la vallée de la Sarthe, et au nord celle de l'Orne saosnoise, forment de vastes étendues planes bordées par de nombreuses collines sur lesquelles sont construits les bourgs. La région présente de multiples activités agricoles, alternant entre grandes cultures, élevage équestre, vergers, aviculture,…

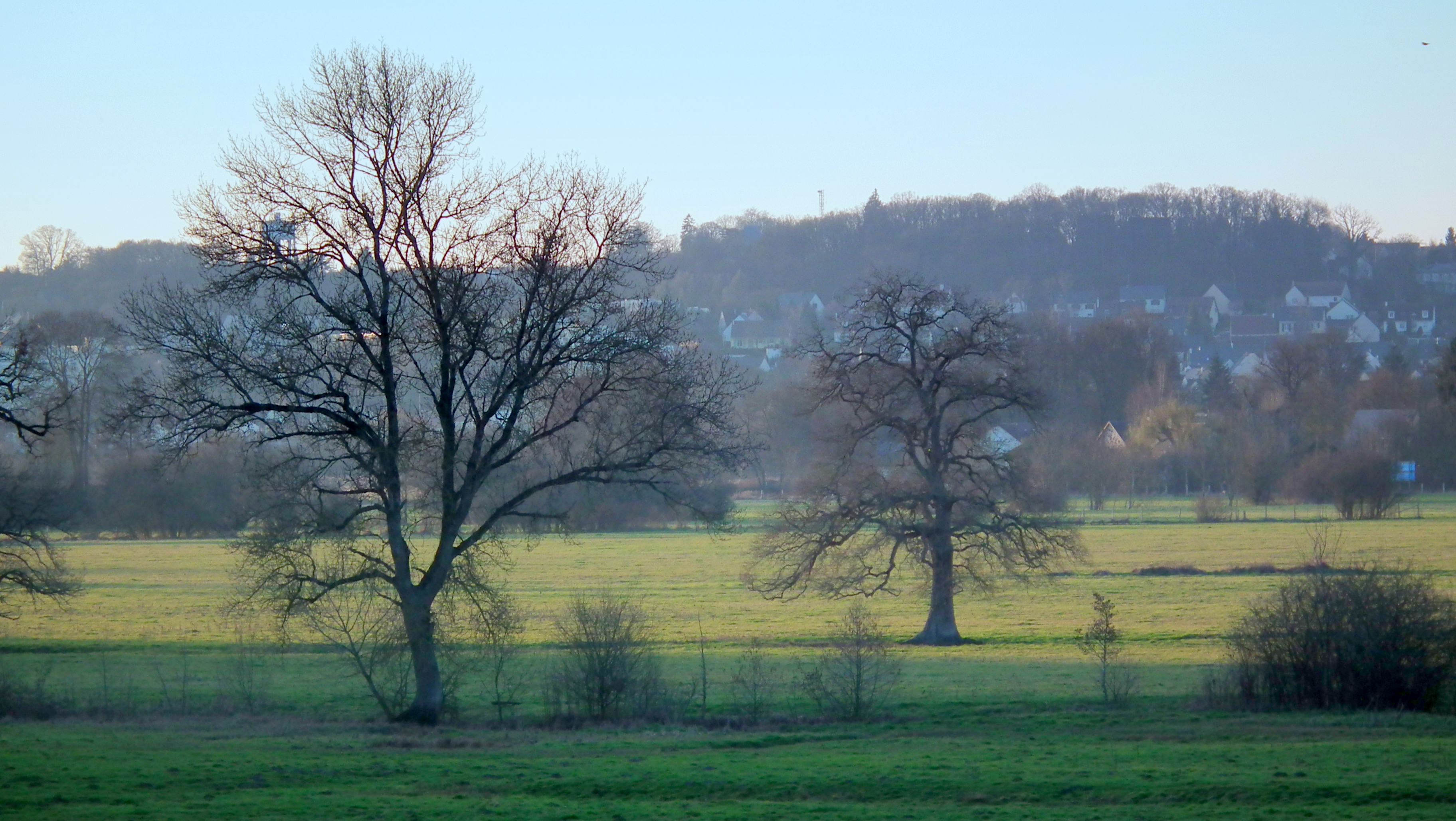
Paysage près du Mans.
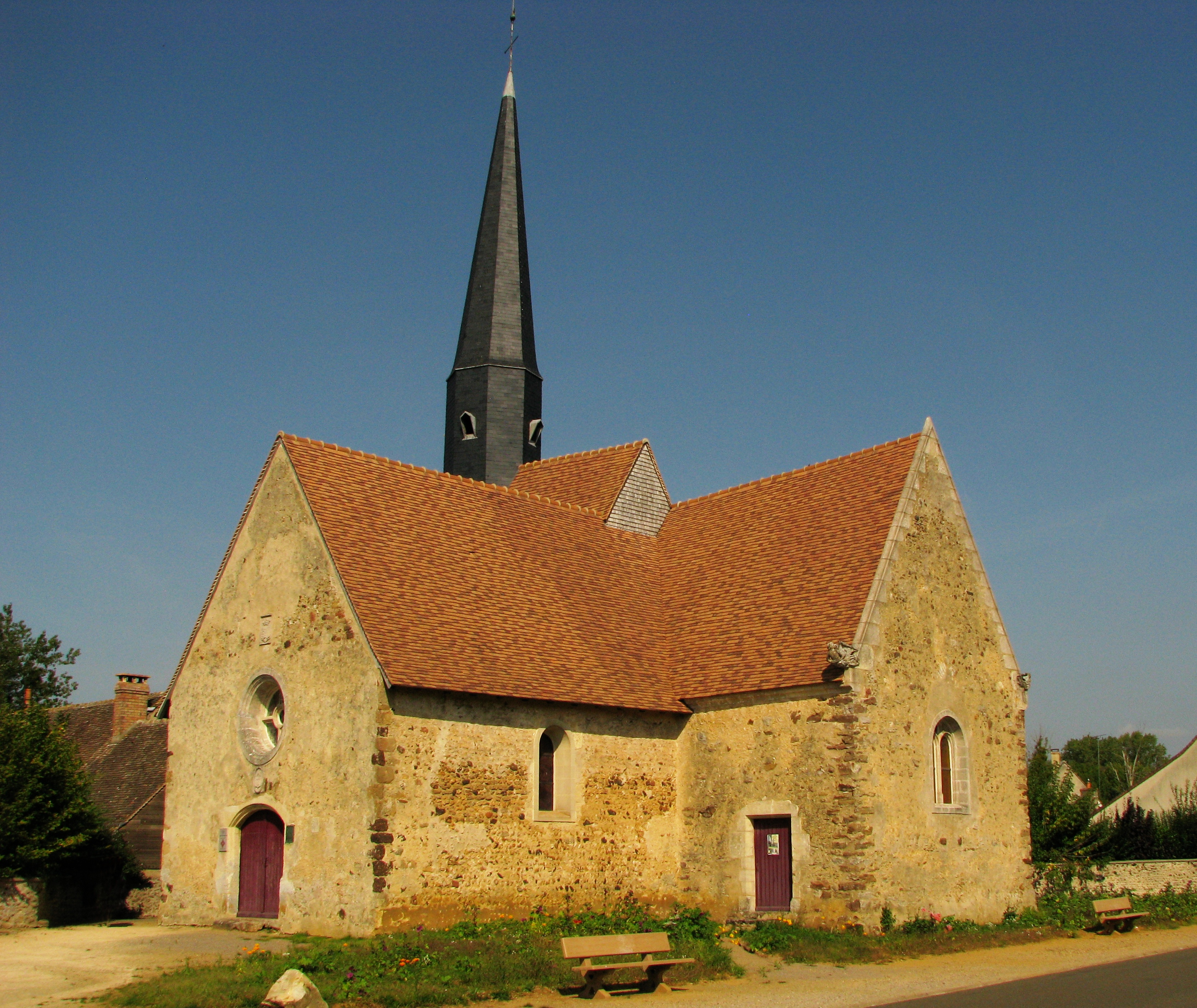
L'église d'Aulaines, aux couleurs typiques.
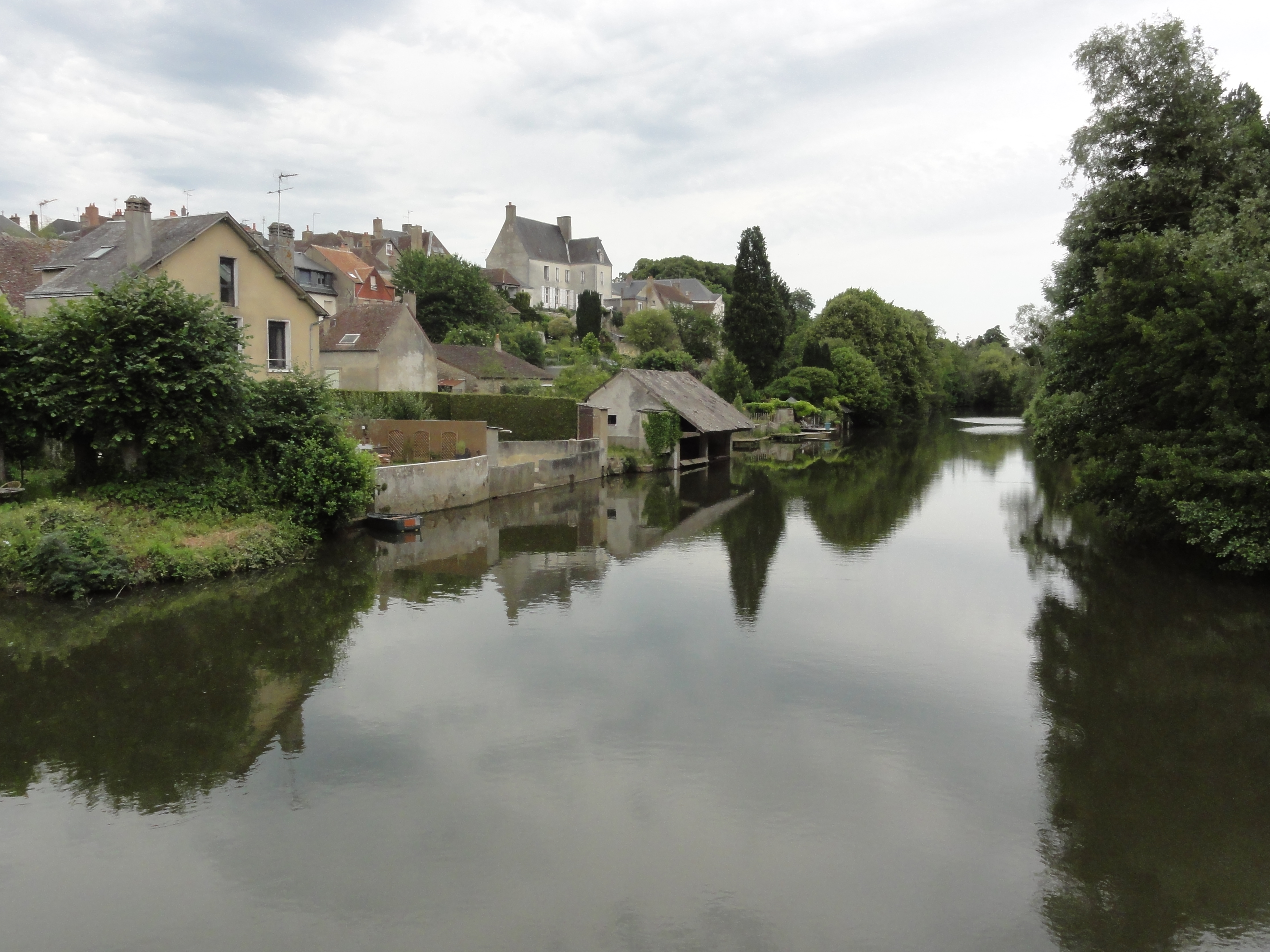
La Sarthe à Beaumont.

#### Maine blanc

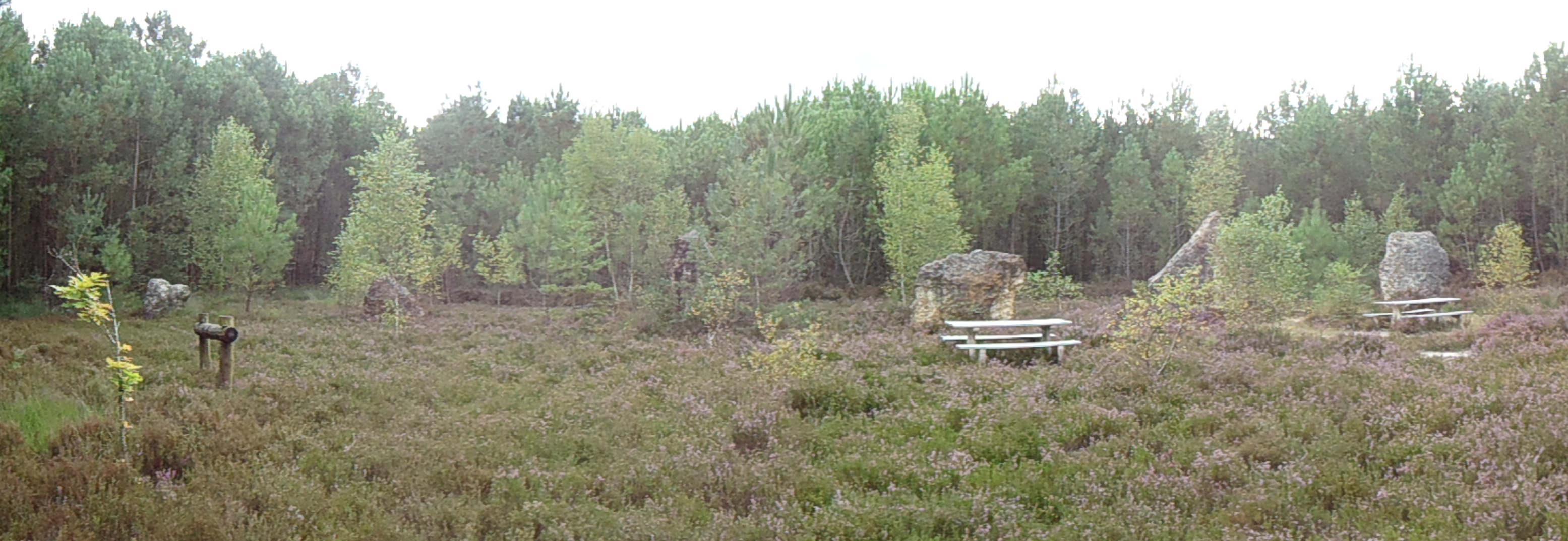
Forêt de pins près d'Écommoy.

Le Maine blanc s'étend sur une bonne partie du sud et de l'est du Haut-Maine, entre les vallées de la Sarthe et du Loir. Il doit son nom aux calcaires de son sous-sol. Le Maine blanc présente un profil particulier, marqué par l'abondance des forêts (représentant près de 40 % des forêts sarthoises), qui alternent avec de vastes clairières. Ces clairières peuvent être des grandes plaines céréalières, comme le Belinois, autour d'Écommoy, ou bien former des espaces cloisonnés par du bocage ou des vergers. Les forêts peuvent quant à elles constituer de grands domaines forestiers, comme les forêts de Vibraye ou de Bercé, ou bien n'être que des petits bois épars. Le pin maritime domine dans les forêts du Maine blanc, car leur sol sableux limite les essences. Comme ailleurs dans le Haut-Maine, les grands plateaux alternent avec des vallons, qui offrent des atmosphères plus intimes. Le sous-sol, généralement pauvre et sableux, ne convient qu'à la plantation de conifères, mais il renferme aussi de la pierre de construction (calcaires principalement), et des argiles, qui ont notamment servi à produire la faïence de Malicorne.

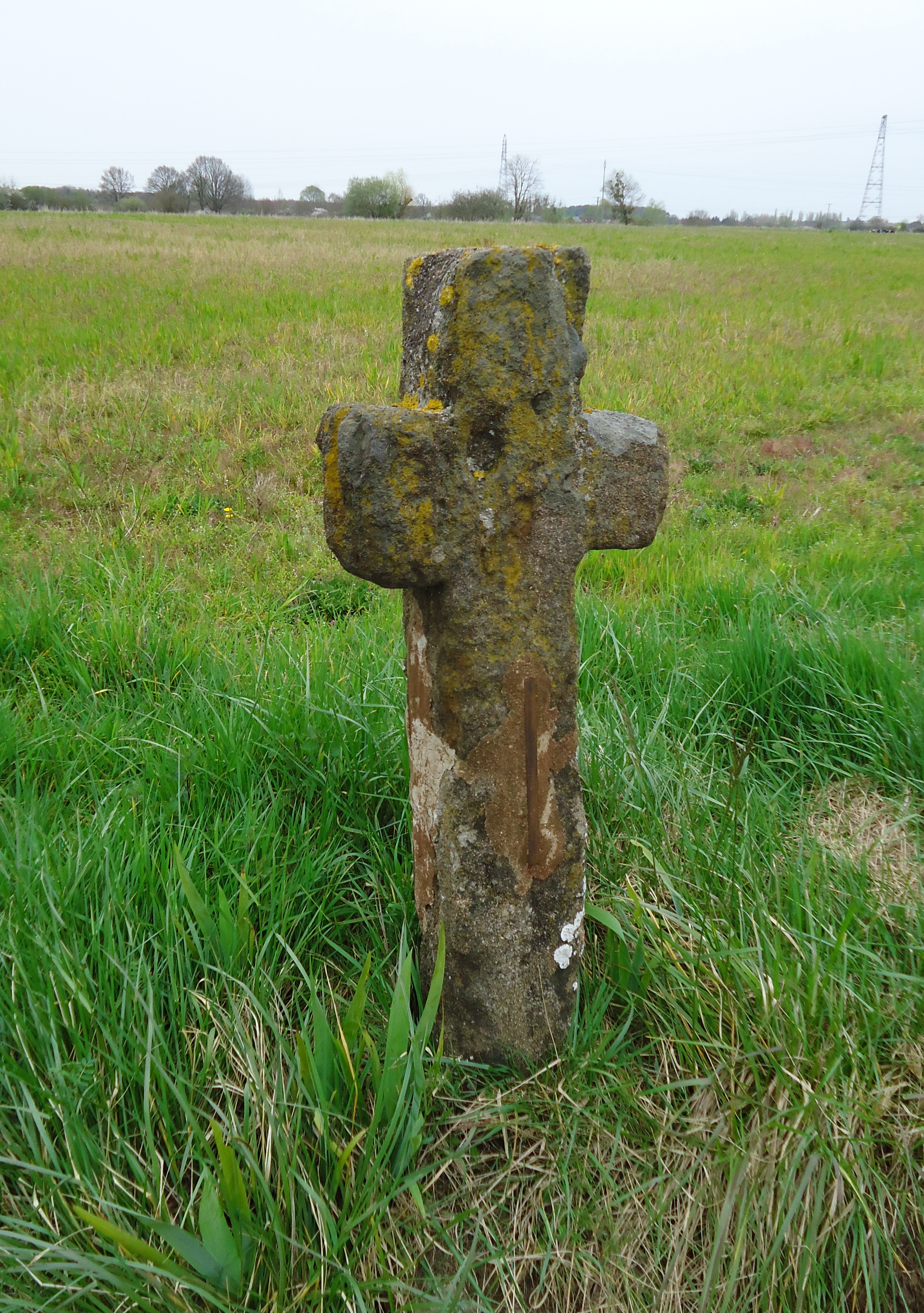
Plaine du Belinois à Moncé.
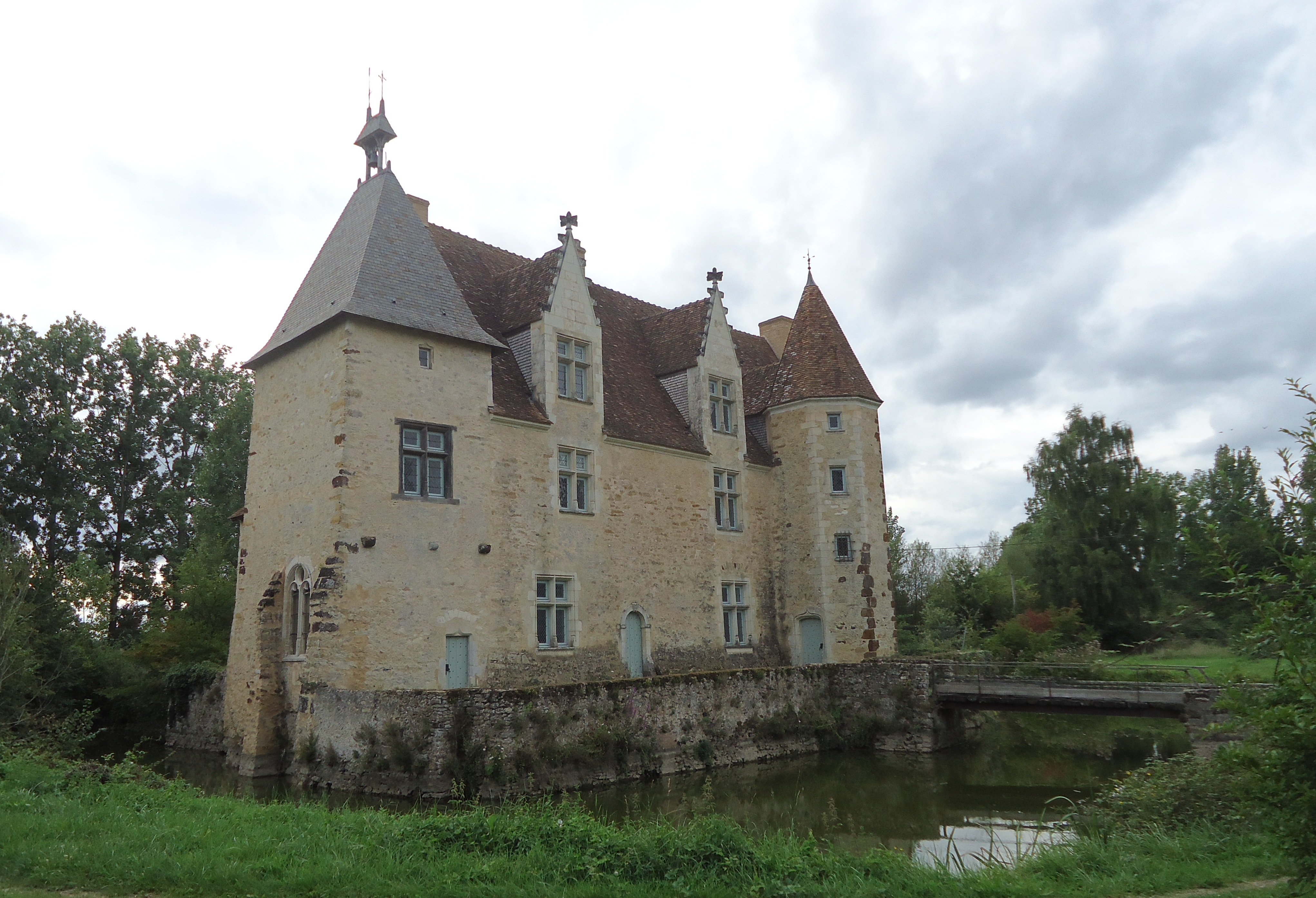
Le manoir de la Poissonnière, en calcaire.
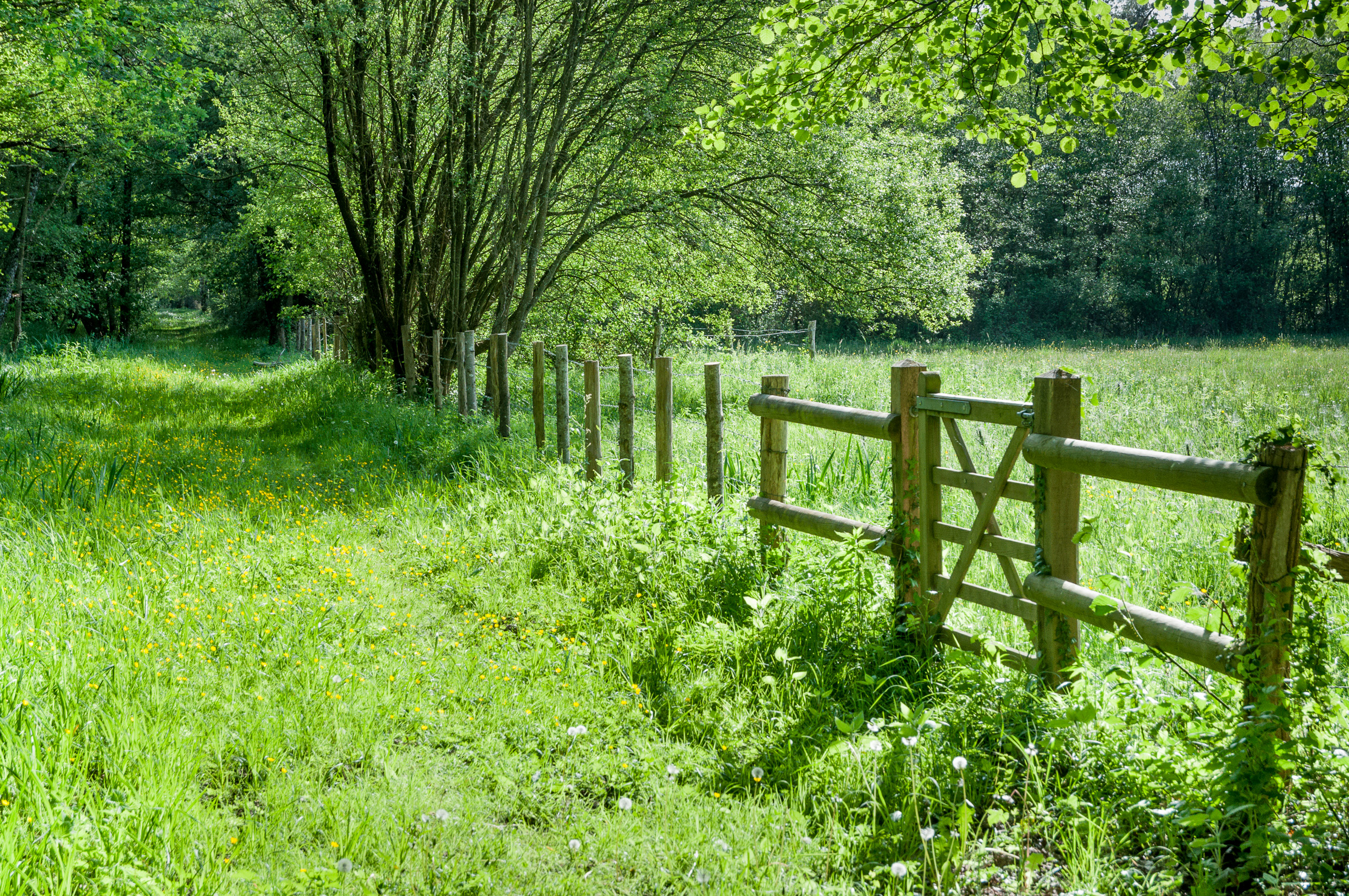
Vallon humide à Parigné-l'Évêque.

#### Champagne

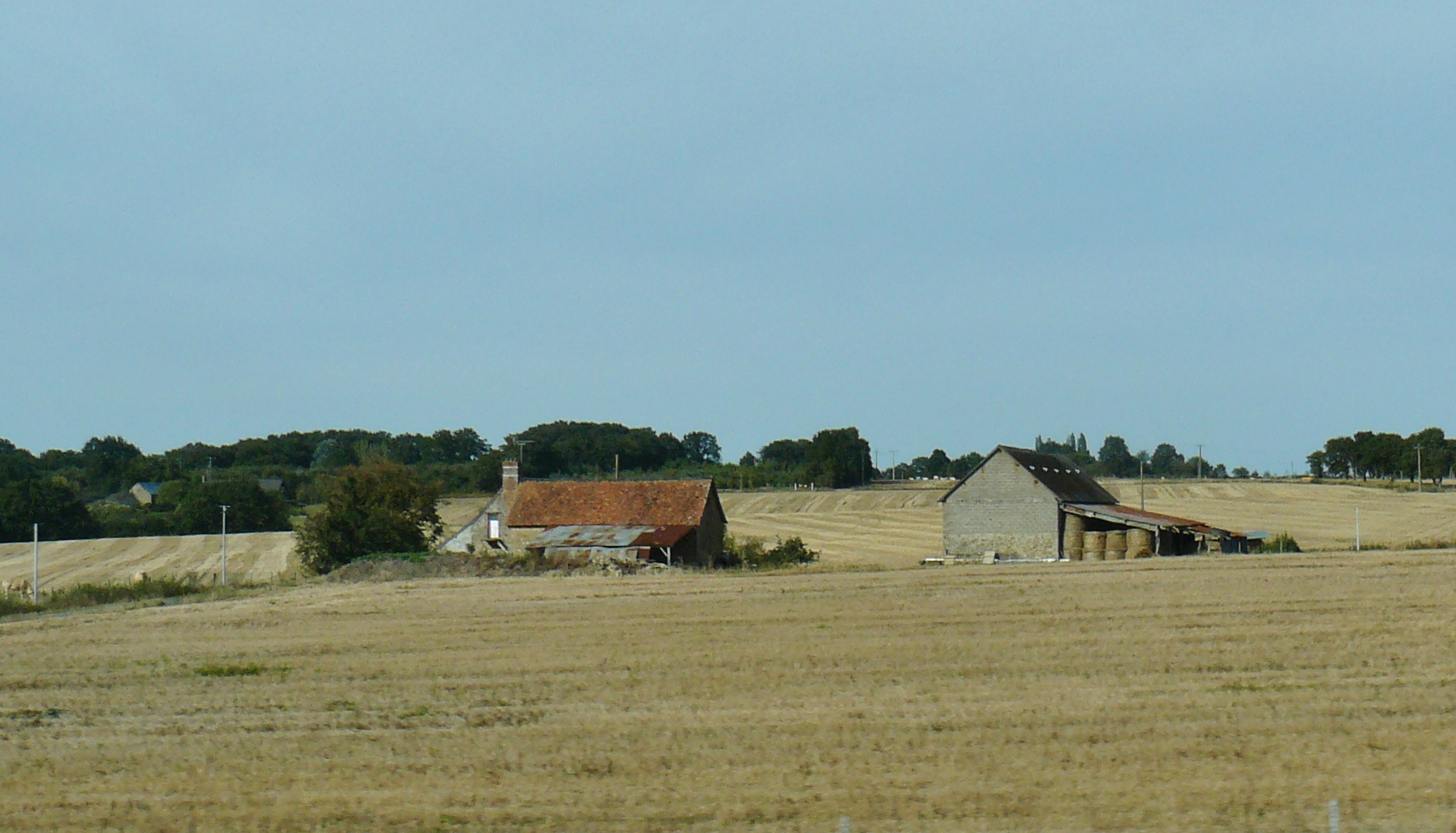
Paysage de la Champagne mancelle à Brains-sur-Gée.

Conscrite entre la Vègre et la Sarthe, la Champagne est une plaine calcaire, terre de grandes cultures céréalières ouvertes. Le terme de « champagne » est d'ailleurs un terme générique qui désigne une étendue plate et ouverte, au sol souvent calcaire, qui a donné son nom à d'autres régions françaises, notamment l'ancienne province de Champagne. Cependant, contrairement aux autres « champagnes », la région a autrefois connu le bocage, et l'habitat est par conséquent assez diffus, fait peu courant dans les paysages d'openfield qui favorisent l'habitat groupé en villages. L'habitat traditionnel est en moellon calcaire. La trame bocagère est encore visible autour des cours d'eau, dont les méandres créent des ondulations dans le paysage. Tandis que la Champagne de Conlie est particulièrement horizontale, la Champagne de Loué, plus au sud, est plus ondulée, marquée par des buttes boisées et des vallées bocagères,.

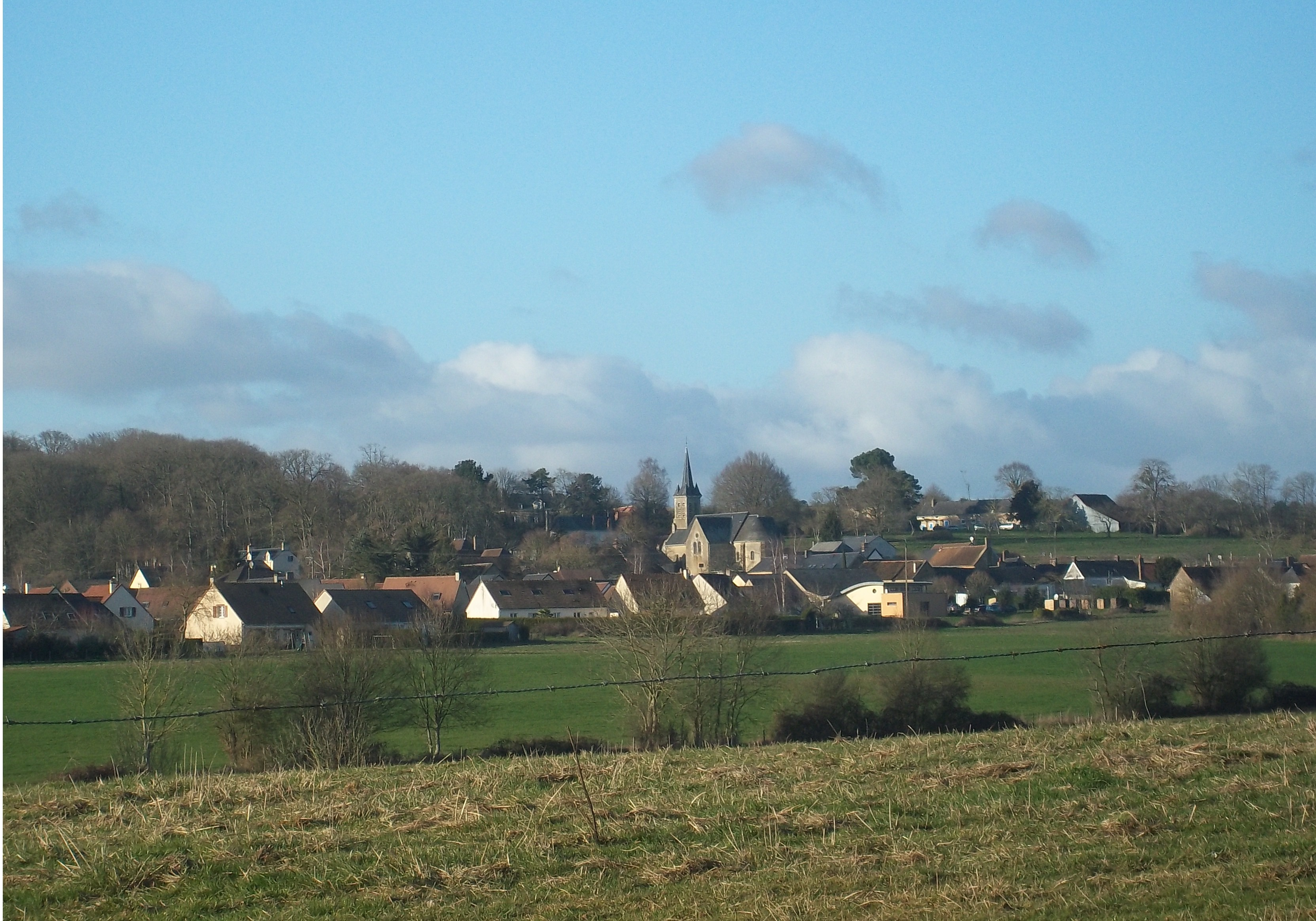
Vue de Lavardin.
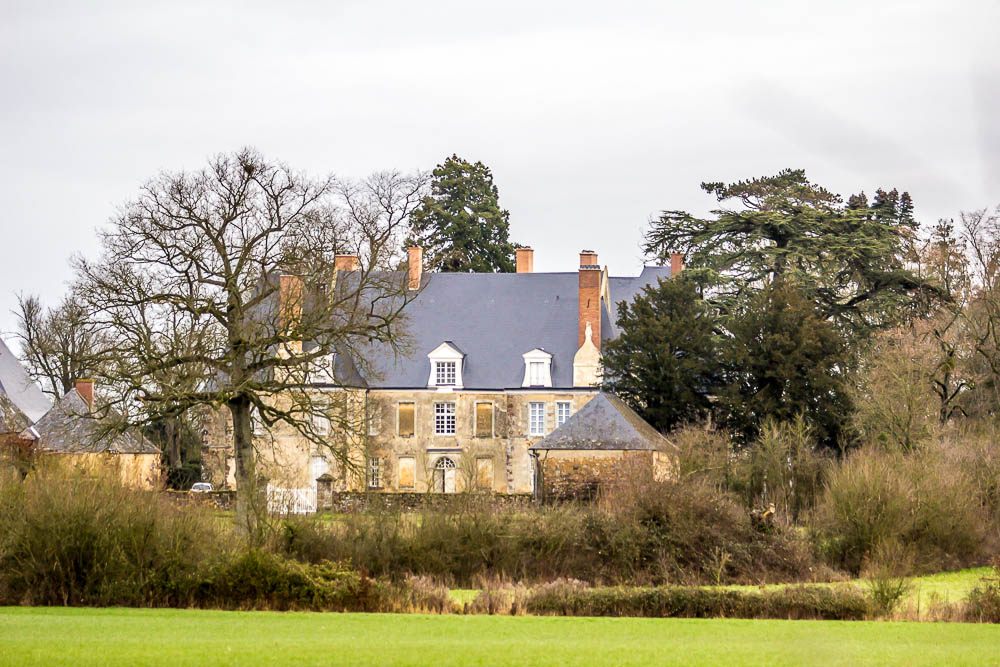
Château de Martigné à Avessé.
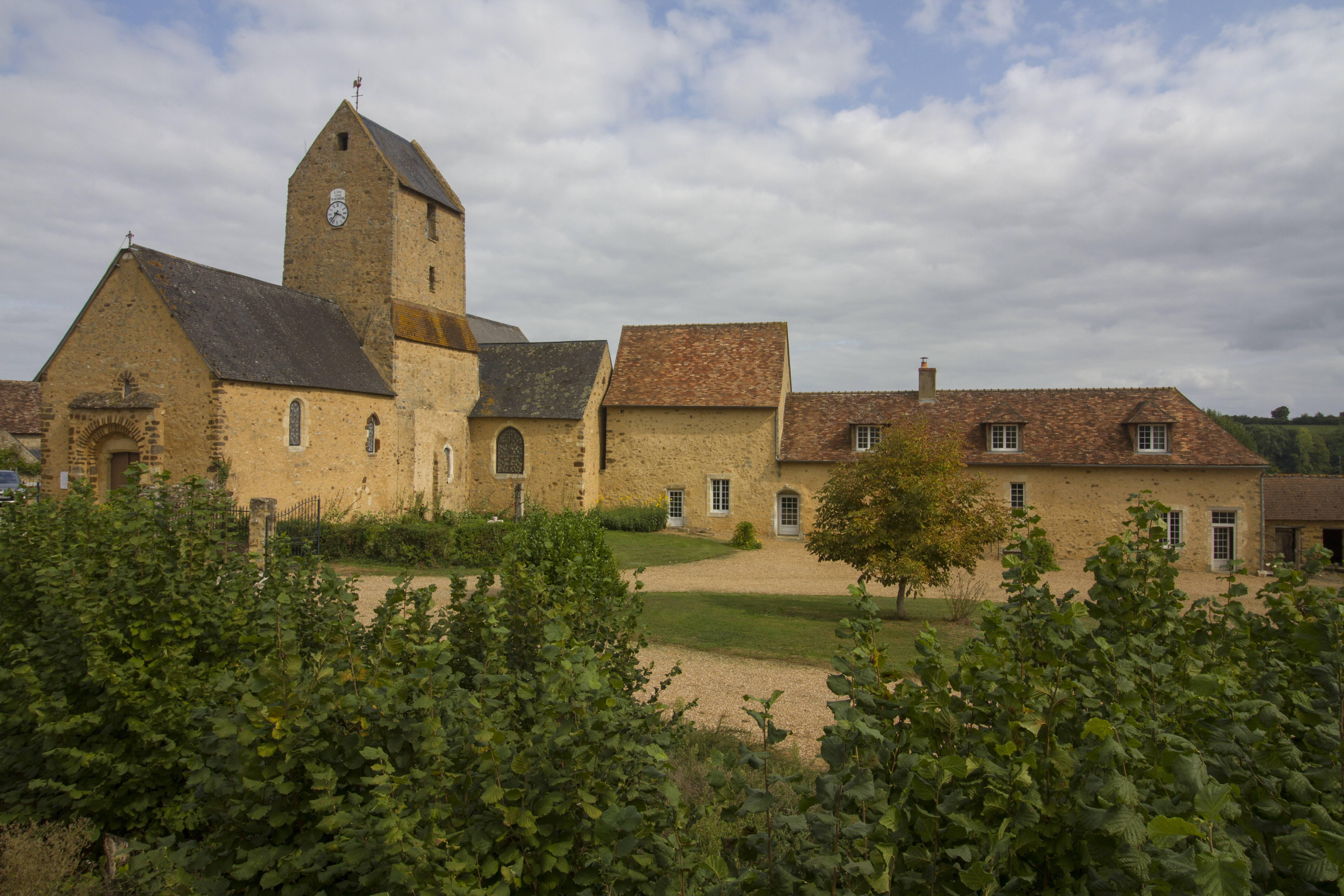
Village de Mareil-en-Champagne.

#### Saosnois

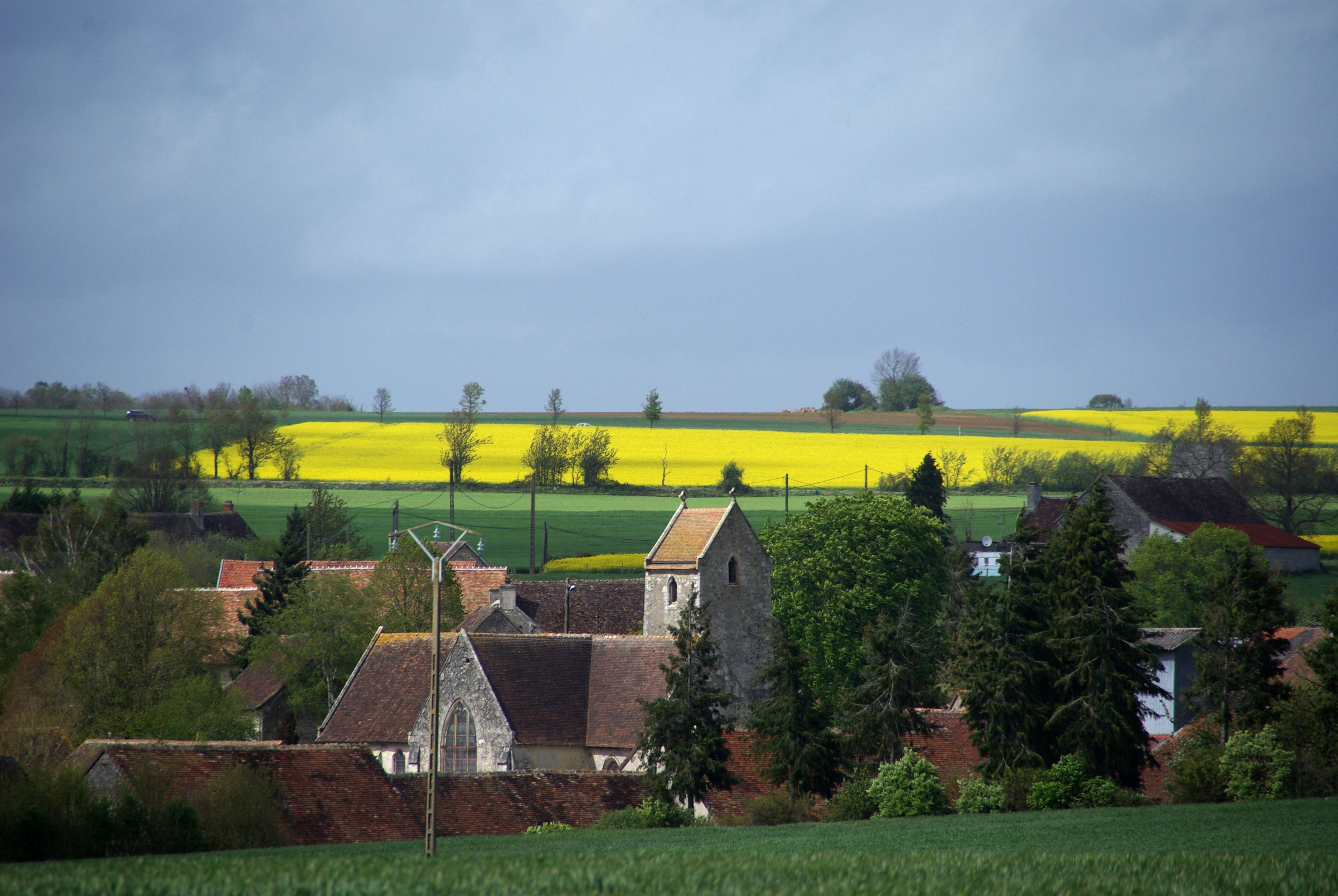
Panorama sur Vezot.

Le Saosnois est une région qui prolonge la Champagne mancelle au nord. Elle présente un sous-sol jurassique similaire, et des paysages de grands champs ouverts et ondulés par un ensemble de cuestas. L'agglomération principale du Saosnois est Mamers, mais la région est également dans l'aire d'influence d'Alençon, qui se trouve juste à la limite de la Normandie. Le Saosnois tient son nom du village de Saosnes. Tandis que l'habitat est diffus au sud, tout comme dans la Champagne, il se fait plus regroupé au nord. Les crêtes boisées des Alpes mancelles, de Perseigne ou de Pail, visibles de loin, sont des éléments marquants du paysage saosnois. La région a été particulièrement marquée par le développement des grandes cultures, qui en adoptant un parcellaire plus vaste, ont encore davantage ouvert le paysage. Le Saosnois possède un riche patrimoine architectural (abbayes, châteaux, logis, halles...) qui reflète sa richesse agricole historique.

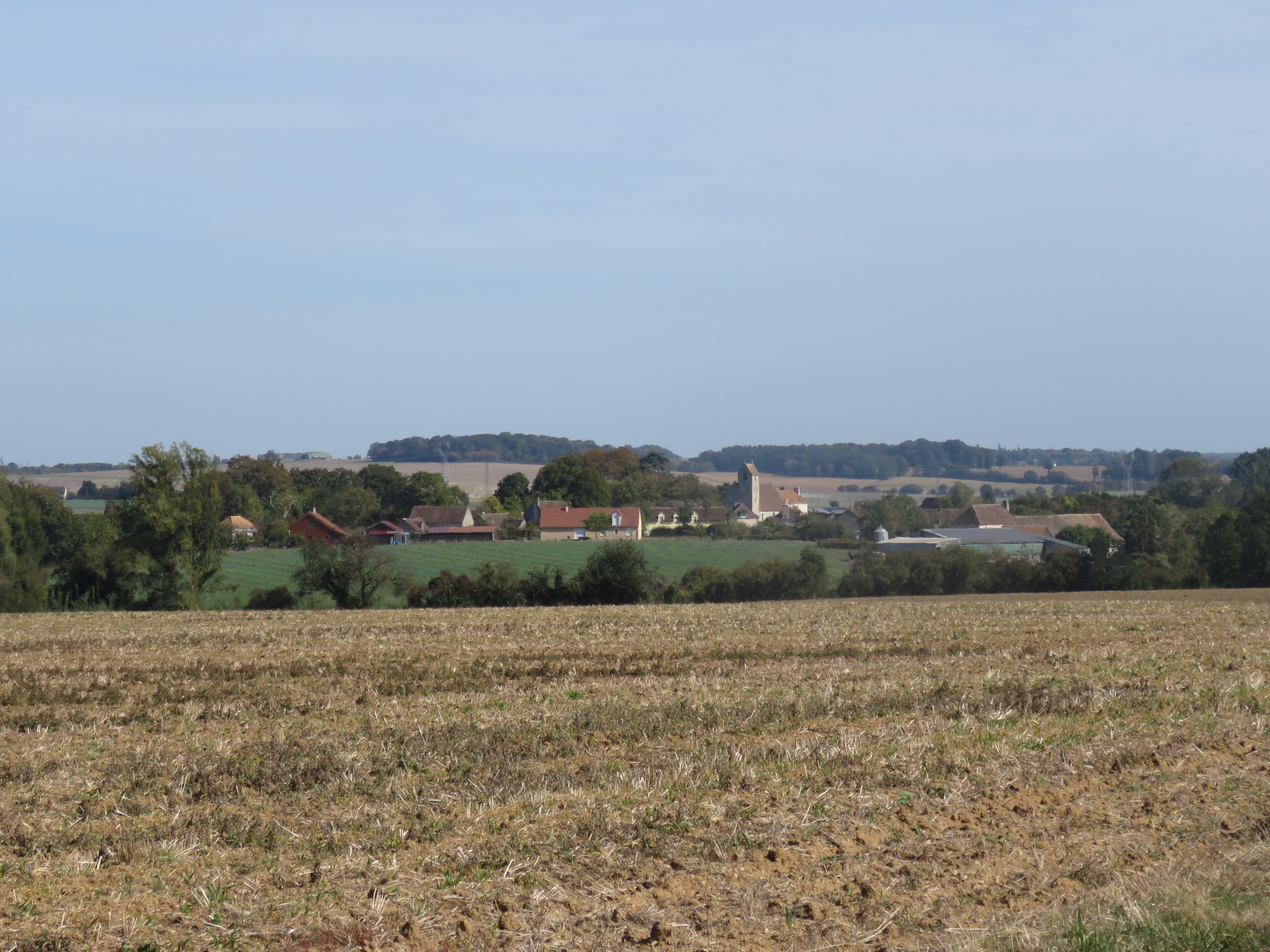
Vue de Saosnes.
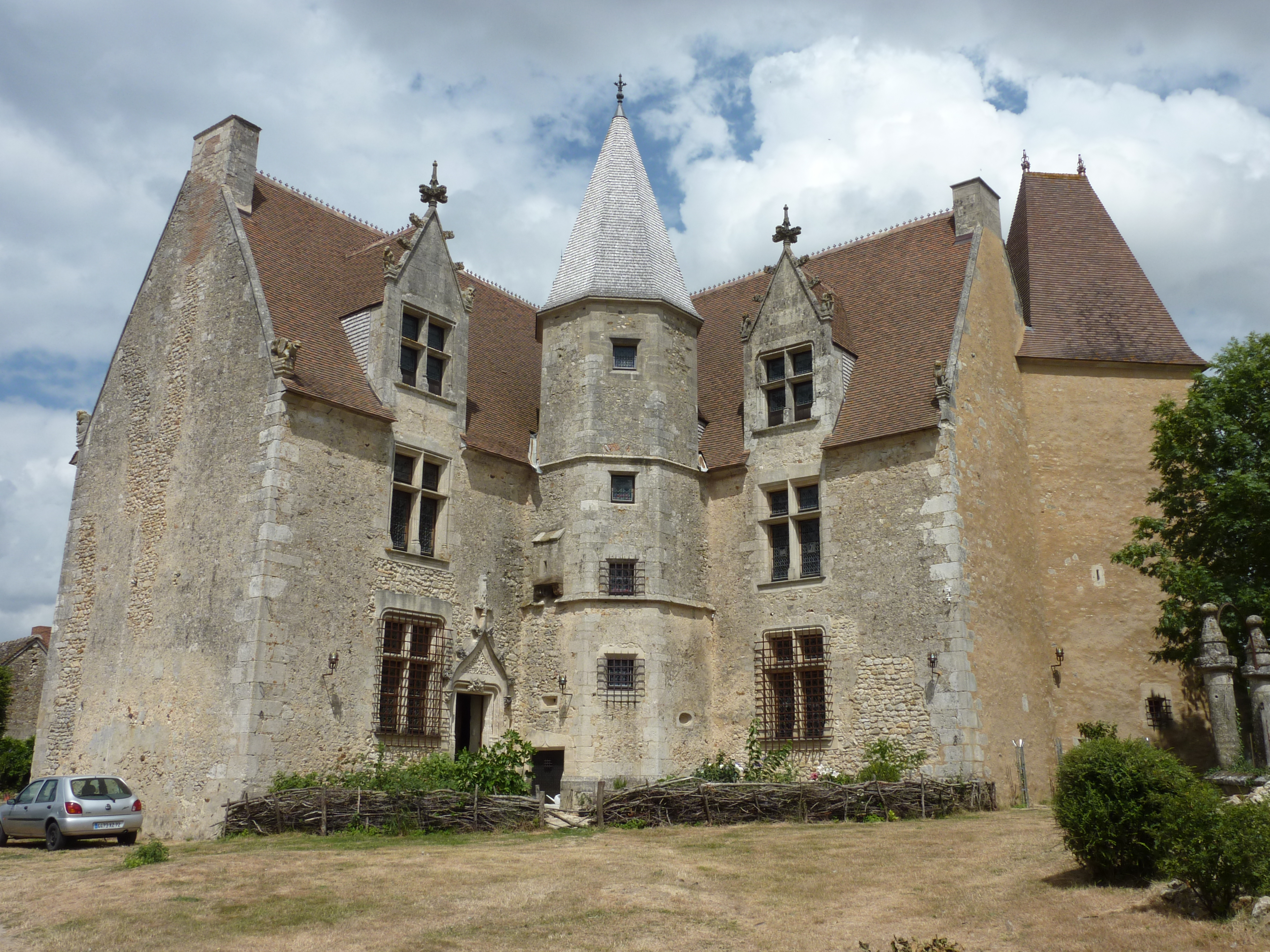
Logis à Saint-Rémy-du-Val.
La halle de Mamers.

#### Forêt de Perseigne

Le belvédère de Perseigne.

La forêt de Perseigne est une aire assez particulière au sein du Haut-Maine puisqu'elle se rattache plutôt par son sous-sol aux collines anciennes du Massif armoricain visibles dans le Bas-Maine. En effet, elle s'étend sur une crête schisteuse et gréseuse qui rappelle les crêtes des Avaloirs et de la forêt de Pail. La forêt de Perseigne comprend par ailleurs le point culminant de la Sarthe, qui atteint 340 m. Du côté normand, plusieurs autres forêts occupent des crêtes semblables, comme les forêts d'Écouves, de Bourse et de Bellême. Elle est principalement constituée de chênes et de hêtres, qui cohabitent avec de nombreuses autres essences minoritaires. Au sud, la crête donne sur des vallons forestiers qui s'ouvrent sur la plaine du Saosnois, tandis qu'au nord la forêt est bordée d'étendues bocagères qui, par leurs haies taillées et leurs fossés, annoncent la Normandie voisine.

#### Plateau calaisien

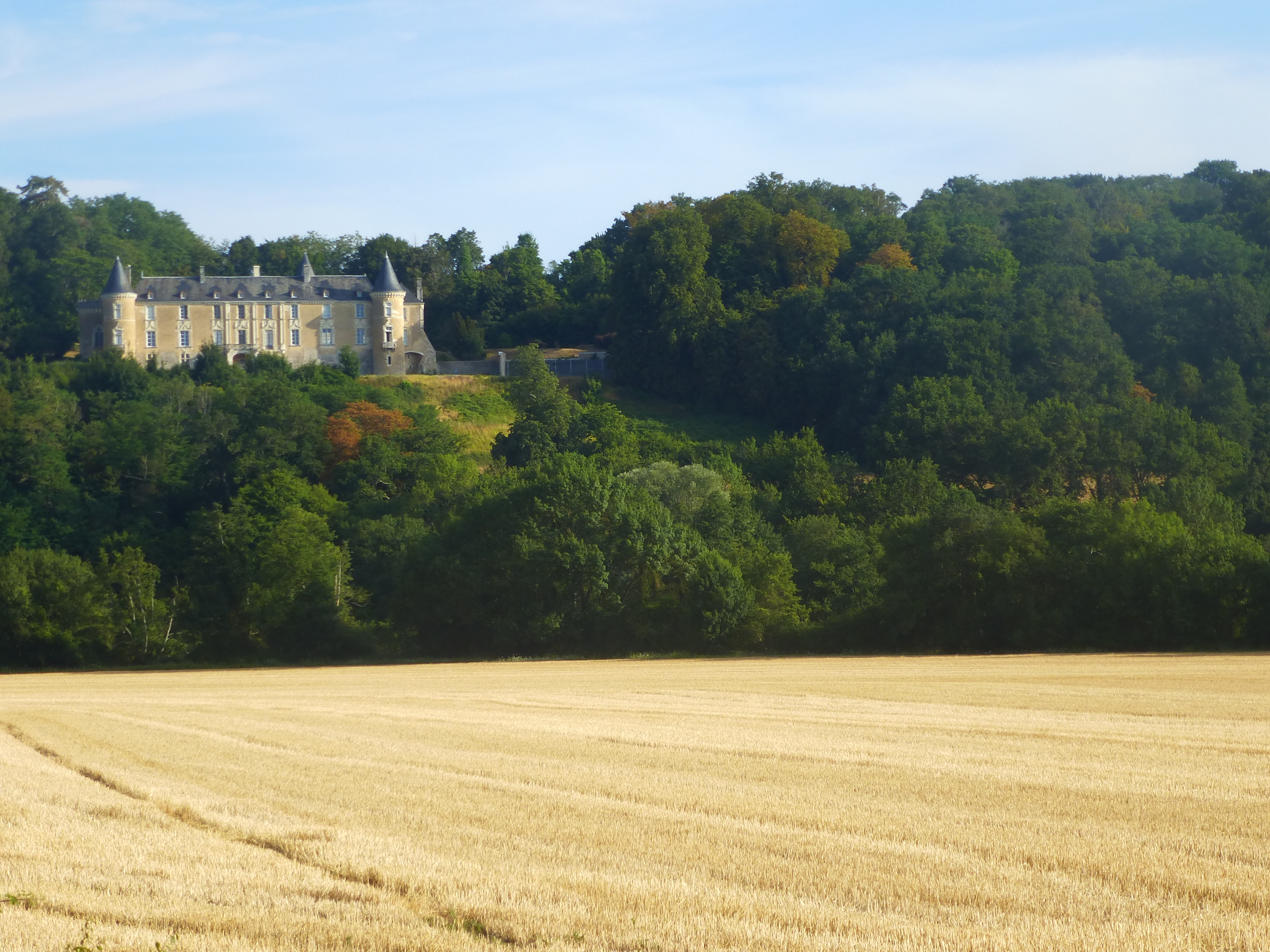
Le château de Courtanvaux.

Le plateau calaisien correspond à la partie sud-est du Maine, et il tient son nom de la ville de Saint-Calais. C'est une région de grande plaine, cisaillée par quelques vallées profondes. Les bourgs se trouvent en très grande majorité dans ces vallées, très peu d'entre-eux étant sur le plateau. L'est est marqué la présence de grandes forêts (Vibraye, Bercé), tandis que le sud montre l'influence de la vallée du Loir, tant dans l'architecture qui utilise tuffeau et ardoise que dans les pratiques agricoles (vergers et vignes relictuelles). Au centre, autour de Saint-Calais, la brique domine dans l'architecture traditionnelle. La Braye et sa vallée forment une frontière naturelle avec le Loir-et-Cher et le Vendômois.

#### Perche sarthois

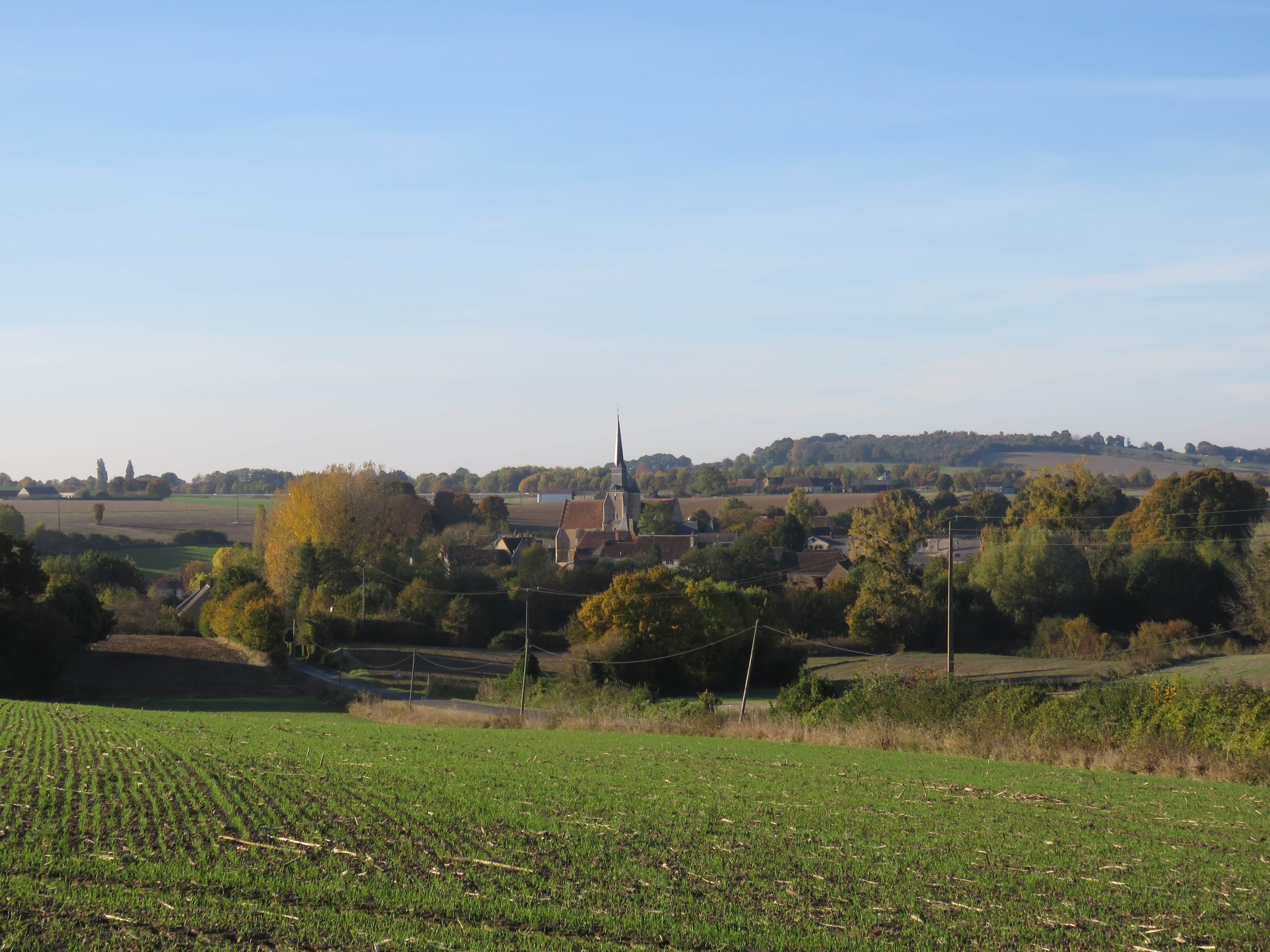
Le village de Théligny.

Bien que le Perche soit une province distincte du Maine, la frange nord-est du département se rattache géographiquement aux paysages percherons, ce qui lui vaut l'appellation de « Perche sarthois ». Ce terme est employé par la Direction régionale de l'Environnement, de l'Aménagement et du Logement des Pays de la Loire et le Pays du Perche Sarthois est une entité officielle.
Dans son ensemble, la région est marquée par la présence de larges plaines, entrecoupées de vallées parfois profondes qui donnent une impression de relief prononcé, et ponctuées par des buttes boisées typiques du Perche. Au centre s'étale la large vallée de l'Huisne, qui est empruntée par des infrastructures routières et ferroviaires, et où se trouve la ville principale, La Ferté-Bernard.